# Estilo danés moderno
El estilo danés moderno, también conocido como estilo moderno escandinavo, es un estilo de muebles y artículos para el hogar minimalistas de Dinamarca asociados con el movimiento de diseño danés. Su origen se sitúa en la década de 1920, cuando Kaare Klint adoptó los principios del diseño moderno de la Bauhaus en el diseño de muebles, creando líneas limpias y puras basadas en una comprensión de la artesanía del mueble clásico junto con una cuidadosa investigación de los materiales, las proporciones y las necesidades del cuerpo humano.
Grandes diseñadores como Arne Jacobsen y Hans Wegner ayudaron a crear una próspera industria del mueble entre los años 1940 y 1960. Adoptando técnicas de producción en masa y concentrándose también en la forma más que sólo en la función, Finn Juhl contribuyó al éxito del estilo. Además, los artículos para el hogar daneses minimalistas, como cubiertos y bandejas de teca y acero inoxidable y vajillas como las producidas en Dinamarca para la firma Dansk International Designs en sus primeros años, expandieron la estética moderna danesa más allá de los muebles.

## Historia

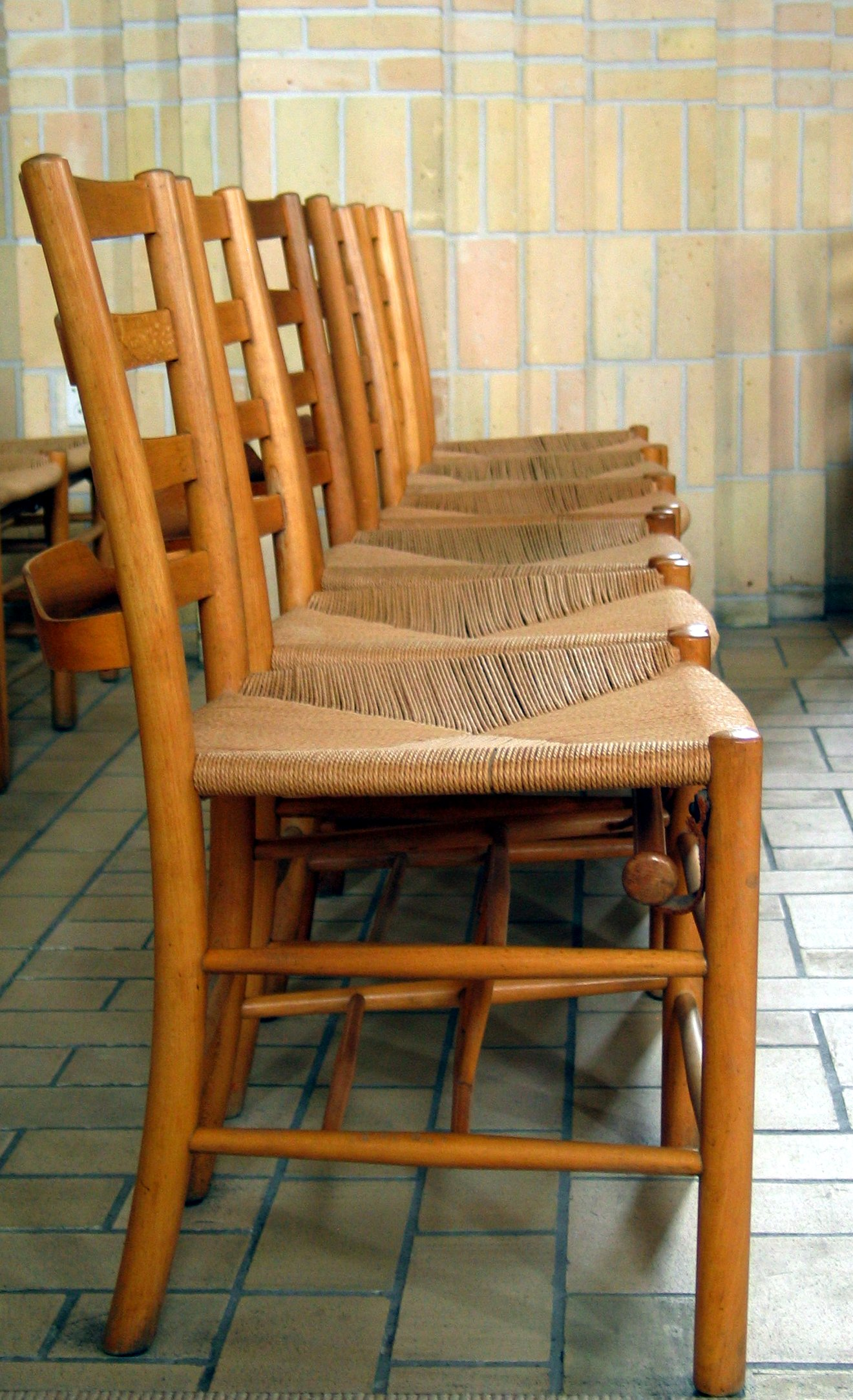
Kaare Klint: Silla de iglesia (1936)

### Origen
Entre las dos guerras mundiales, Kaare Klint ejerció una fuerte influencia en la fabricación de muebles danesa. Nombrado jefe del Departamento de Mobiliario de la Escuela de Arquitectura de la Real Academia Danesa de Bellas Artes, animó a sus alumnos a adoptar un enfoque analítico, adaptando el diseño a las necesidades funcionales. Adoptando la tendencia funcionalista de abandonar la ornamentación en favor de las forma puras, mantuvo la calidez y la belleza inherentes a la ebanistería tradicional danesa, así como la artesanía y el empleo de materiales de alta calidad.
El desarrollo del mobiliario danés moderno debe mucho a la colaboración entre arquitectos y ebanistas. El ebanista AJ Iversen, que había expuesto con éxito muebles diseñados por el arquitecto Kay Gottlob en la Exposición Internacional de Artes Decorativas e Industriales Modernas de 1925 en París, contribuyó decisivamente a fomentar nuevas asociaciones. En 1927, con el fin de fomentar la innovación y estimular el interés público, el Gremio de Ebanistas Daneses organizó una exposición de muebles en Copenhague que se celebraría todos los años hasta 1967. Se fomentó la colaboración entre ebanistas y diseñadores, creando una serie de asociaciones duraderas en las que participaron, entre otros, Rudolph Rasmussen y Kaare Klint, AJ Iversen, Ole Wanscher, Erhard Rasmussen y Børge Mogensen. A partir de 1933, la colaboración se reforzó a raíz del concurso anual de nuevos prototipos de mobiliario, organizado cada año antes de la exposición.
En 1931 se formó otra institución clave en el desarrollo del danés moderno: La Asociación de las Artes (en danés: Forening for Kunsthaandværk) que fundó una sede permanente para las artes y la artesanía. 
Las exportaciones danesas de mobiliario crecieron de 0,8 millones de coronas danesas en 1939 hasta 6,8 millones en 1944. 

### Inicio de la Edad de Oro
A partir de 1945, en los años de la posguerra, los diseñadores y arquitectos daneses creían que el diseño podía utilizarse para mejorar la vida de las personas. A finales de la década de 1940, la creciente clase media en Dinamarca comenzó a mostrar interés en el estilo danés moderno y ayudó a impulsar unas mayores inversiones en elementos del estilo. Se prestó especial atención a la creación de muebles y objetos para el hogar asequibles que fueran a la vez funcionales y elegantes. Siguió una fructífera cooperación que combinaba la artesanía danesa con un diseño innovador. Inicialmente, los muebles estaban hechos a mano, pero al darse cuenta de que las piezas se venderían mejor si los precios se redujeran, los diseñadores pronto recurrieron a la producción industrial en fábrica.
La escasez de materiales tras la Segunda Guerra Mundial impulsó el uso de la madera contrachapada. A finales de la década de 1940, el desarrollo de nuevas técnicas llevó a la producción industrial de diseños de madera contrachapada curvada por Hans Wegner y Børge Mogensen, quienes produjeron sillas con asiento y respaldo de madera contrachapada de teca sobre una estructura de haya. En 1951, Arne Jacobsen fue aún más lejos con su escultural Ant Chair, con asiento y respaldo de madera contrachapada de una sola pieza. Las sillas plegables que datan de la década de 1930 incluyen la silla Safari de Kaare Klint y los taburetes de hélice que también fueron desarrollados por Poul Kjærholm y Jørgen Gammelgaard.

### El mercado internacional
El interés por el arte moderno danés en los Estados Unidos comenzó cuando Edgar Kaufmann, Jr. del Museo de Arte Moderno de Nueva York compró algunos artículos para el interiorismo de la Casa de la cascada diseñada por Frank Lloyd Wright. En última instancia, esta influencia también llevó a la producción en masa en los Estados Unidos.  Desde principios de la década de 1950, los fabricantes estadounidenses obtuvieron licencias para la producción industrial de diseños daneses manteniendo altos estándares de artesanía. Posteriormente, los diseños se modificaron para adaptarlos a los gustos estadounidenses y se introdujeron piezas estadounidenses para reducir los costos. Cuandolos grandes almacenes Sears y Woolworth's entraron en el mercado, los daneses respondieron produciendo nuevos diseños basados en nuevos materiales. Una de las obras de Wegner fue utilizada por Richard Nixon y John F. Kennedy en un debate televisado en 1960 y ahora se la conoce simplemente como The Chair. 
Un ejemplo en gran medida intacto y completo son los edificios del St Catherine's College, Oxford, en Inglaterra. Diseñados por Arne Jacobsen entre 1960 y 1966, los edificios recibieron el estatus más alto de conservación de Grado I otorgado por el organismo Inglaterra histórica en 1993.  Además de los edificios en sí, Jacobsen diseñó casi todos los muebles, iluminación, textiles y carpintería metálica utilizados en los edificios.
Las exportaciones de mobiliario de Dinamarca aumentaron de 9,8 millones de coronas danesas en 1953 a 257,8 millones en 1964. A esto contribuyó en parte la decisión de Dinamarca de copiar la devaluación británica del 30% en septiembre de 1949, lo que redujo drásticamente el precio de los productos daneses para los consumidores estadounidenses. 

### Disminución de su popularidad
Las ventas alcanzaron su punto máximo alrededor de 1963, pero cuando los fabricantes estadounidenses introdujeron el plástico moldeado y la fórmica con vetas de madera como sustitutos más baratos, comenzaron a disminuir en favor de los diseños mediterráneos que se hicieron populares a partir de 1966. Además de los cambios en las preferencias de estilo, los hábitos de compra de los clientes habían cambiado para favorecer muebles asequibles y de menor costo en lugar de muebles de calidad de larga duración.
Un artículo del New York Times de 1980 observó que el diseño danés moderno había "pasado de moda" en los Estados Unidos, debido en parte a la contracultura, "que no tenía nada de la seria imagen del establishment del diseño escandinavo", y a la "nueva cultura, para la cual sólo lo impactante es chic". Muchas fábricas cerraron durante esta época y la Exposición del Gremio de Ebanistas celebró su evento final en 1966 después de que quedaran muy pocos ebanistas en Copenhague para sostenerla.

### Resurgimiento del interés
A finales de la década de 1990, el movimiento moderno danés y el movimiento moderno más amplio de mediados de siglo experimentaron un resurgimiento del interés internacional.
Aunque las obras producidas industrialmente de Wegner, Juhl y Jacobsen todavía tienen demanda, los coleccionistas recurren cada vez más a artículos de producción limitada de estos y otros diseñadores. Aunque los precios han aumentado, todavía se encuentran en niveles razonables en comparación con artículos similares de muebles nuevos. Los fabricantes autorizados han comenzado a reeditar diseños clave, mientras que otros han utilizado el estilo  Danish Modern como inspiración.

### La industria danesa del mueble hoy
Las 400 empresas de muebles de Dinamarca, que emplean a unas 15.000 personas, producen muebles por un valor aproximado de 13.000 millones de coronas danesas (1.750 millones de euros). Es un sector altamente productivo en el que más del 80% de los muebles producidos se vende en el extranjero, lo que convierte a los muebles en la quinta industria exportadora más importante de Dinamarca. La mayoría de los artículos producidos son para el hogar, pero muchos de ellos están diseñados para los lugares de trabajo. Además de los diseños clásicos, los muebles de diseño danés se benefician de una nueva generación de diseñadores innovadores. Como resultado, Dinamarca ha mantenido su lugar relativo como el principal productor de muebles del mundo en relación con la población del país.
Actualmente varias empresas continúan produciendo diseños clásicos daneses e introduciendo variantes diseñadas por una nueva generación de artistas. Estas incluyen a Republic de Fritz Hansen, Fredericia Furniture, Carl Hansen & Søn y Normann Copenhagen, todas las cuales expusieron en el Salone Internazionale del Mobile 2011 de Milán.  Otros productores importantes son las firmas PP Møbler, Kjærholm Production y One Collection, anteriormente conocida como Hansen & Sørensen.
Por otro lado una gran cantidad de muebles daneses se producen actualmente fuera de Dinamarca. La producción se ha subcontratado a países donde los costes son más bajos, principalmente los países bálticos y el este y el sur de Europa, por ejemplo, Fritz Hansen trasladó su producción a Polonia.  En los últimos años han surgido nuevos tipos de empresas de diseño danesas con atractivo tanto nacional como internacional. Normann Copenhagen, HAY, Muuto y Kähler se encuentran entre las nuevas empresas que llevan adelante los principios del diseño moderno danés. 
La Fundación Wilhelm Hansen también fomenta las obras de diseño innovador con el premio anual Finn Juhl, que se otorga a diseñadores, fabricantes o escritores que han hecho una contribución especial al campo del diseño de muebles, especialmente de sillas. 

## Principales creadores
Kaare Klint (1888—1954)

Como resultado de la escuela de muebles que fundó en la Royal Academy en 1924, Klint tuvo un gran impacto en el mueble danés, influyendo en diseñadores como Kjærholm y Mogensen. Sus diseños cuidadosamente estudiados se basan en la funcionalidad, las proporciones acordes al cuerpo humano, la artesanía y el uso de materiales de alta calidad. Algunos ejemplos notables de su trabajo incluyen al taburete Propeller (1927), a la silla y la tumbona Safari (ambas de 1933) y la silla Church (1936).

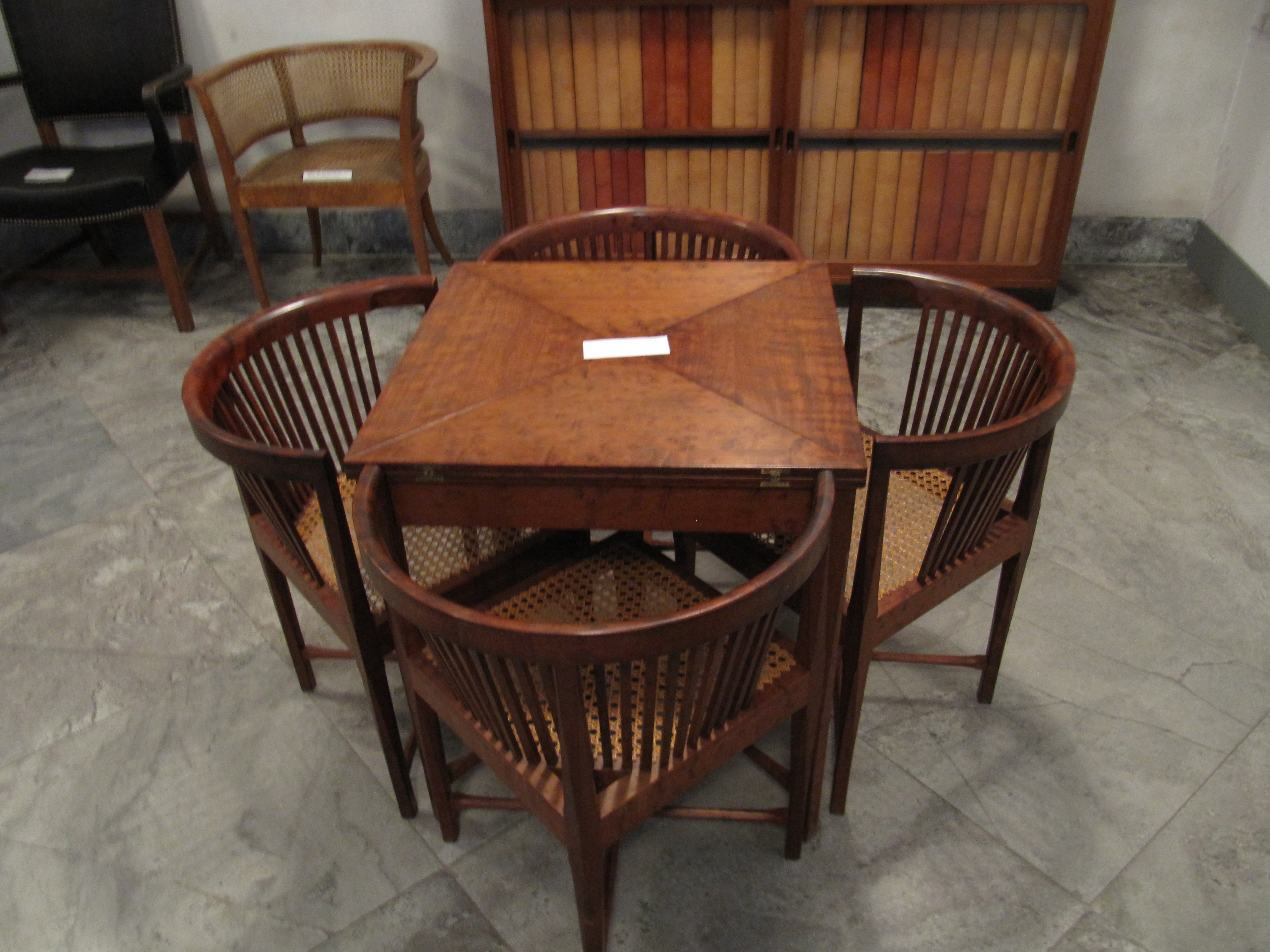
Mesa y sillas, Museo del Diseño Danés
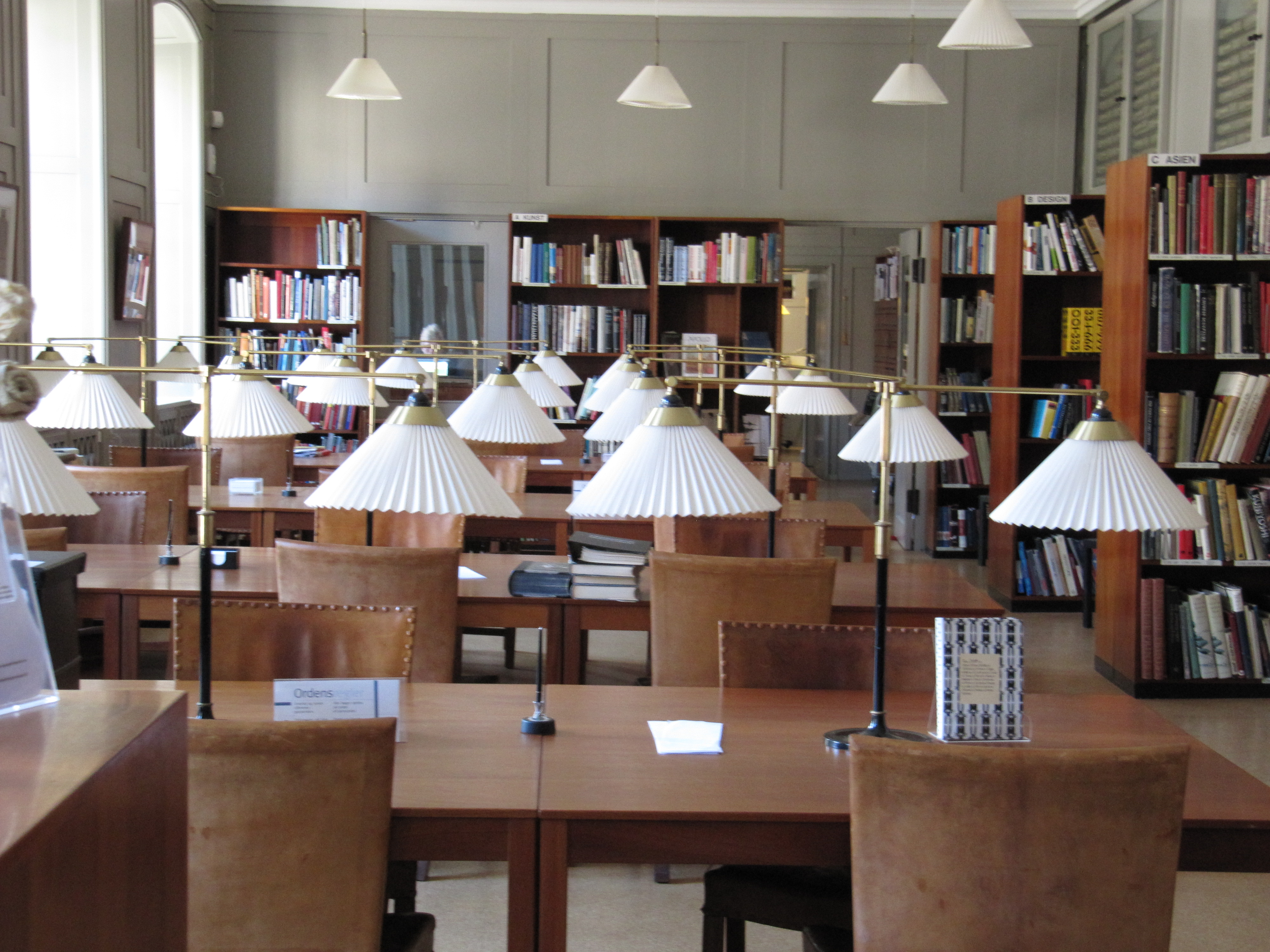
Biblioteca del Museo del Diseño Danés

Poul Henningsen (1894-1967)

Poul Henningsen fue un arquitecto que creía firmemente en el modo de pensar funcionalista. Fue  importante en la escuela moderna danesa, no por el diseño de muebles sino de lámparas. Su intento de evitar el resplandor cegador de la bombilla eléctrica tuvo gran éxito en 1926 con una lámpara de tres pantallas, conocida como lámpara PH. La curvatura de las pantallas permitía que su lámpara colgante iluminara tanto la mesa como el resto de la estancia. Después diseñó muchas lámparas similares, algunas con vidrio esmerilado, incluidas lámparas de escritorio, candelabros y accesorios de pared. Aunque murió en 1967, muchos de sus diseños siguen siendo populares. 

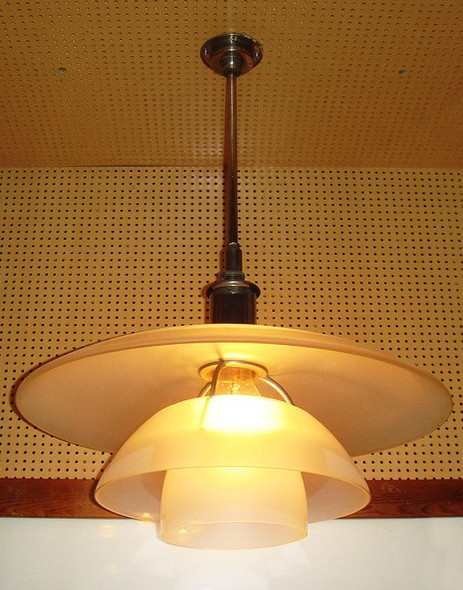
Variación de la lámpara PH (1925) con vidrio esmerilado.
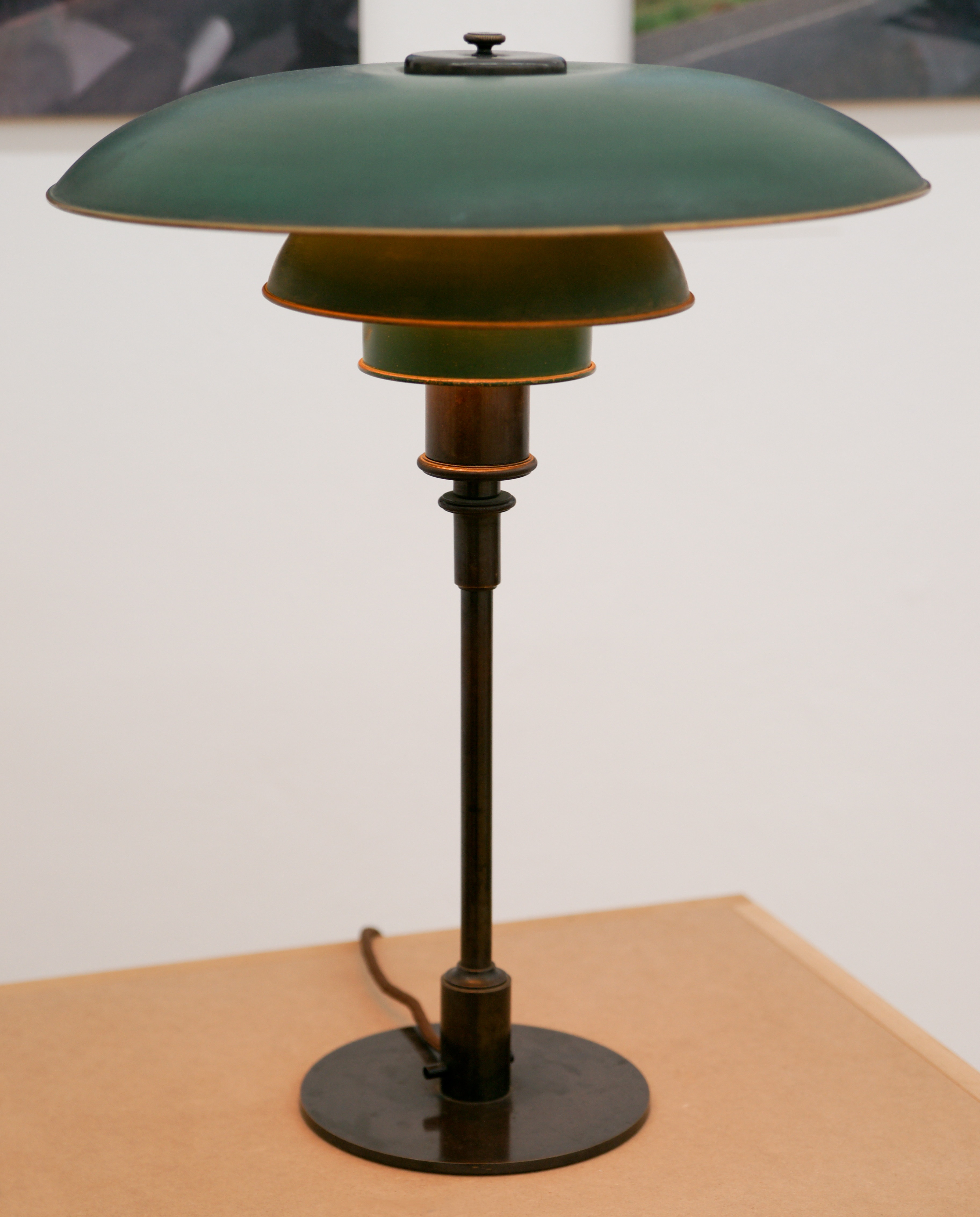
Lámpara de escritorio PH (1941)
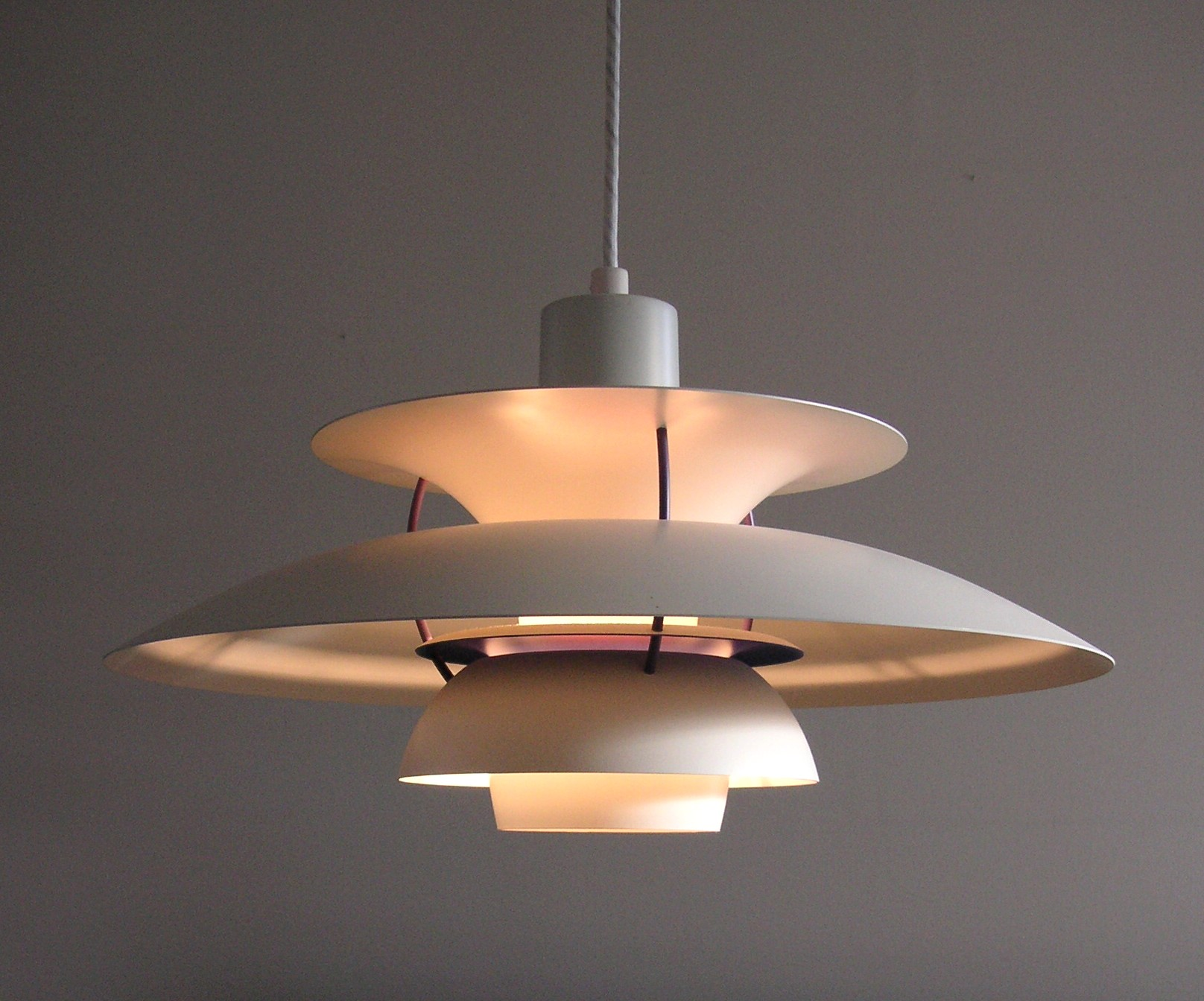
La lámpara PH5 (1958)
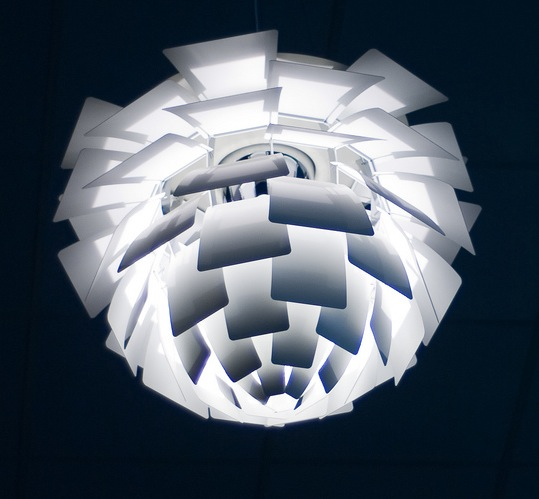
La Alcachofa PH

Mogens Lassen (1901-1987)

Además de su gran trabajo arquitectónico, Lassen también fue un entusiasta diseñador de muebles. Influenciado tanto por Le Corbusier como por Ludwig Mies van der Rohe, desarrolló un enfoque único del funcionalismo.  Como resultado de su fina artesanía y su búsqueda de la simplicidad, sus muebles de acero de la década de 1930 añadieron una nueva dimensión al movimiento moderno. Sus diseños posteriores en madera forman parte también de los diseños clásicos del estilo danés moderno, especialmente su taburete de tres patas y su mesa de centro egipcia plegable (1940) producida originalmente por AJ Iversen.
Arne Jacobsen (1902-1971)

Jacobsen se graduó en la Royal Academy en 1924 y rápidamente demostró su dominio tanto de la arquitectura como del diseño de muebles. Con la finalización de su emblemático Royal Hotel en Copenhague y todos sus accesorios y muebles interiores en 1960, su talento fue ampliamente reconocido, especialmente como resultado de las sillas llamadas Egg y Swan, ahora íconos internacionales. Su silla Ant apilable de tres patas (1952) con asiento y respaldo de madera contrachapada de una sola pieza y su legendaria contraparte de cuatro patas, la silla modelo 3107 (1955), son muy populares con ventas mundiales millonarias. 

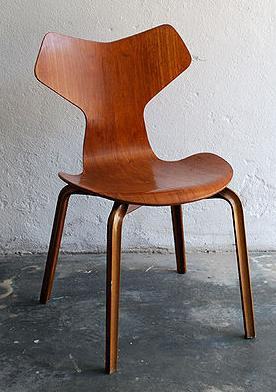
Silla Grand Prix con patas de madera (1957)
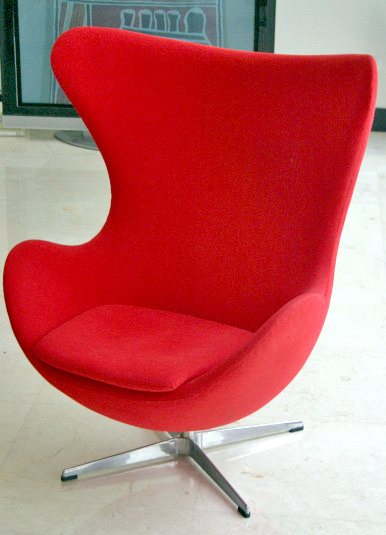
El huevo (1958)
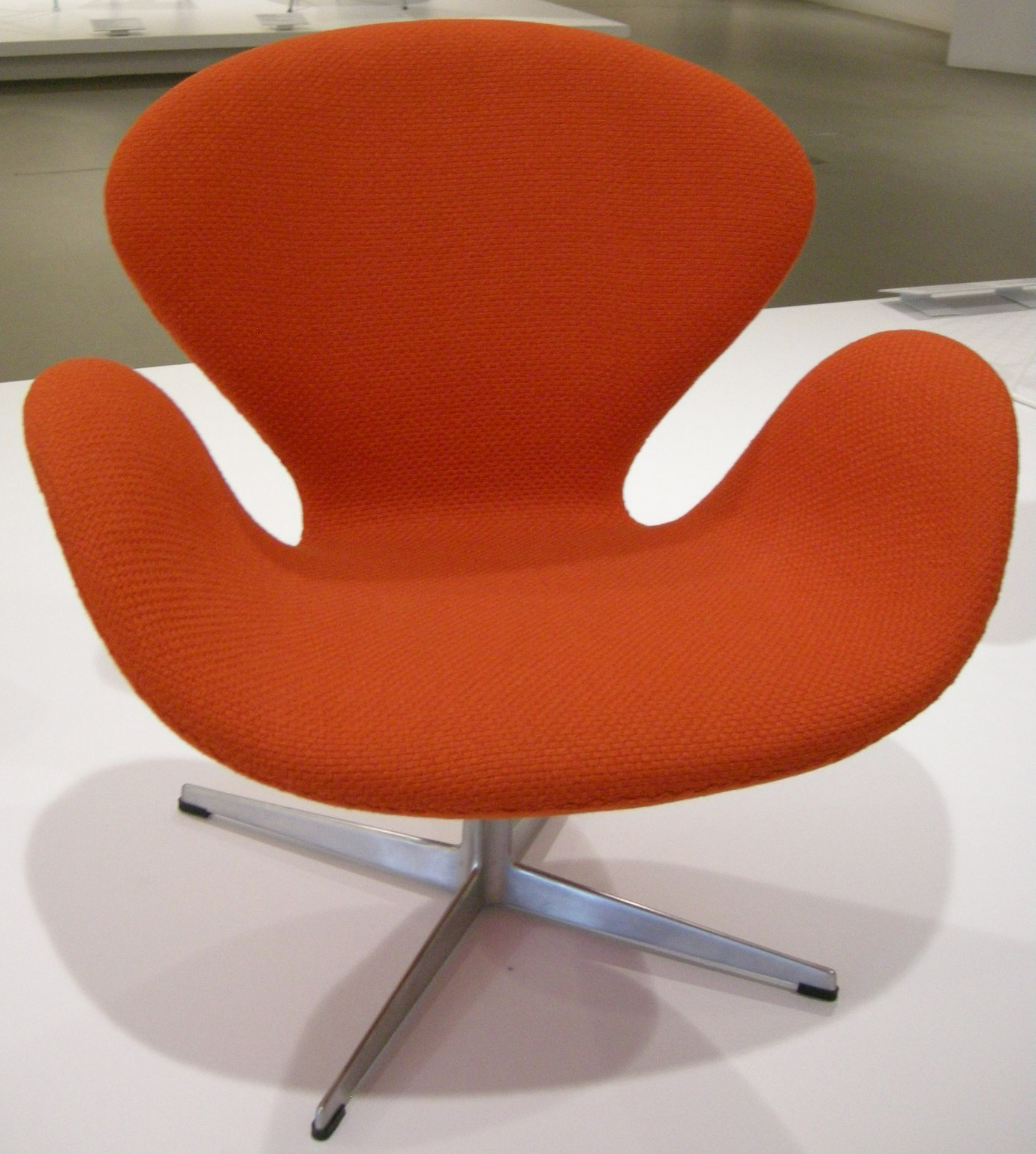
El cisne (1958)
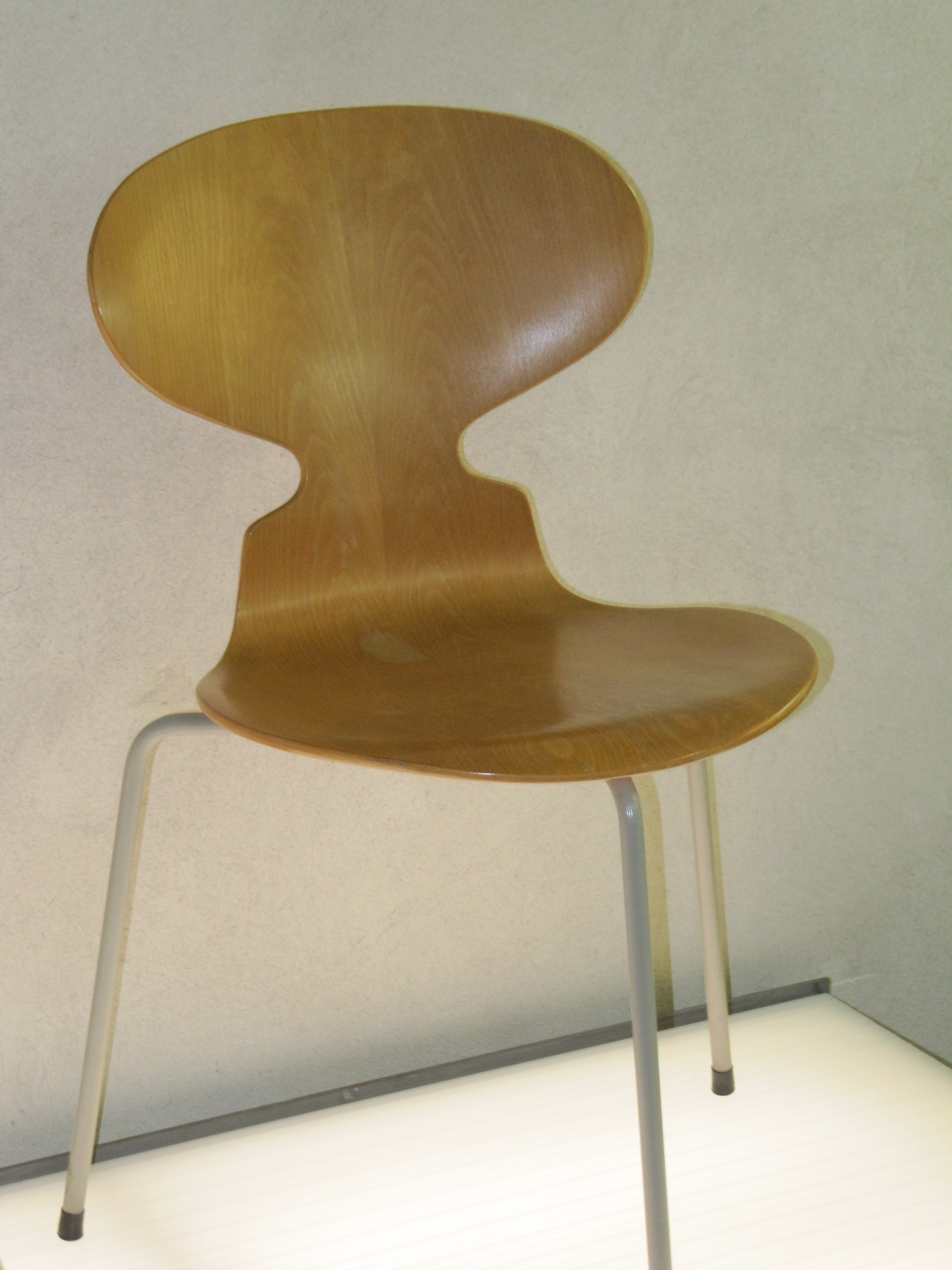
Silla hormiga de tres patas (1952)
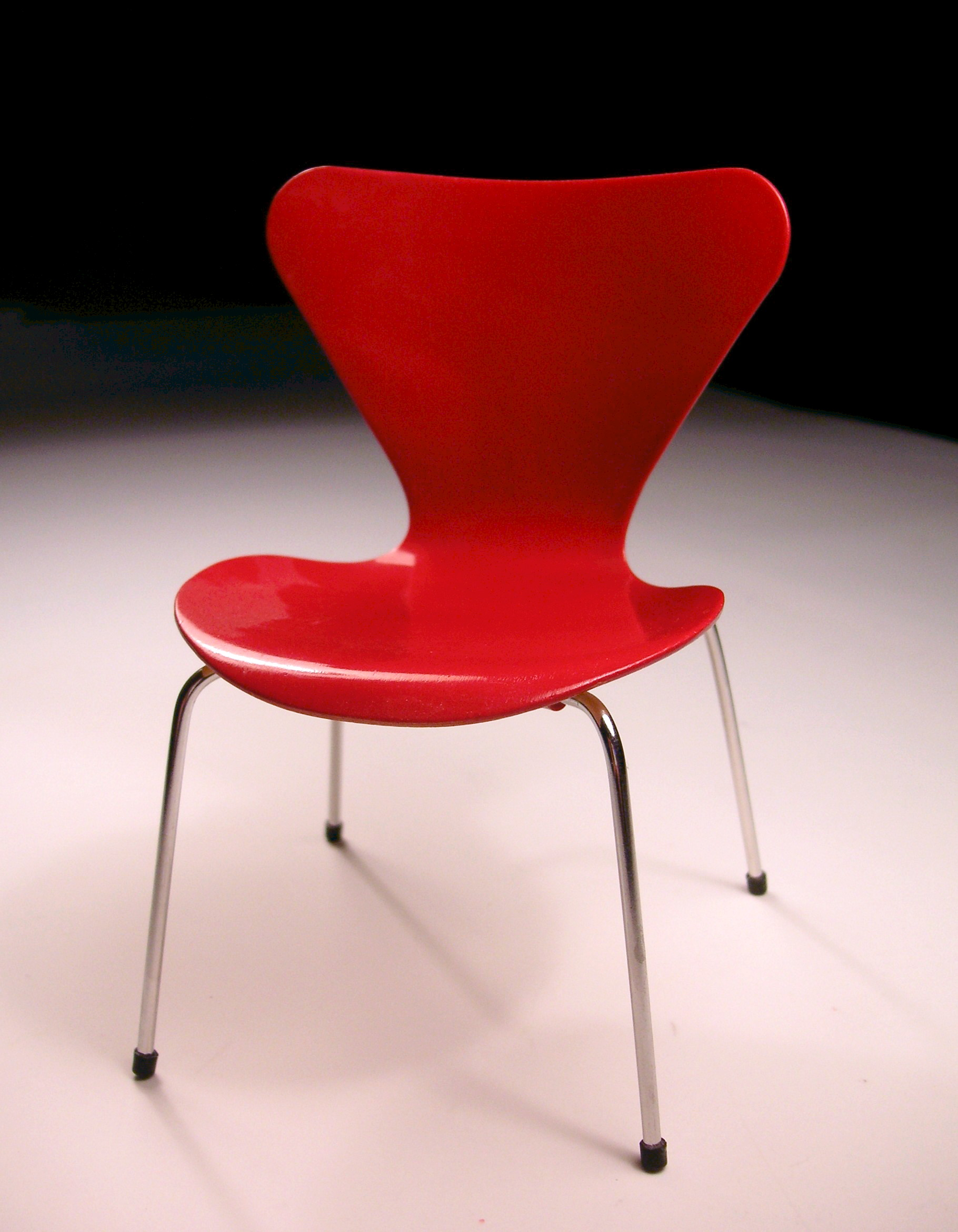
La silla 7 (1955)

Ole Wanscher (1903-1985)

Inspirado por Kaare Klint, con quien había estudiado, Wanscher siguió sus pasos más tarde como profesor de la escuela de muebles de la Real Academia. Muy interesado en los muebles ingleses del siglo XVIII y en los muebles egipcios, una de sus piezas de mayor éxito fue su taburete egipcio (1960), delicadamente diseñado y elaborado con materiales lujosos. Otro artículo de éxito fue su Silla Colonial fabricada en madera de palisandro brasileño. Recibió el Gran Premio de muebles en la trienal de Milán de 1960. 
Finn Juhl (1912-1989)

Aunque estudió arquitectura en la Royal Academy, Juhl fue sobre todo un diseñador de muebles autodidacta. A finales de la década de 1930, creó muebles solo para sí mismo, pero a partir de 1945 se hizo reconocido por sus diseños expresivamente escultóricos, poniendo énfasis en la forma más que en la función, rompiendo así la tradición básica de la escuela de Klint. Su trabajo de diseño de interiores en la Sede de las Naciones Unidas en Nueva York difundió la noción de modernidad danesa por todas partes, allanando el camino para la participación internacional de otros de sus colegas daneses. Dos muebles clave, en los que el asiento y el respaldo están separados de la estructura de madera, son su 45-Chair, con sus elegantes reposabrazos, y su Chieftain Chair (1949). La casa de Finn Juhl en Charlottenlund, justo al norte de Copenhague, se ha conservado tal como él  la dejó con los muebles que diseñó para ella.

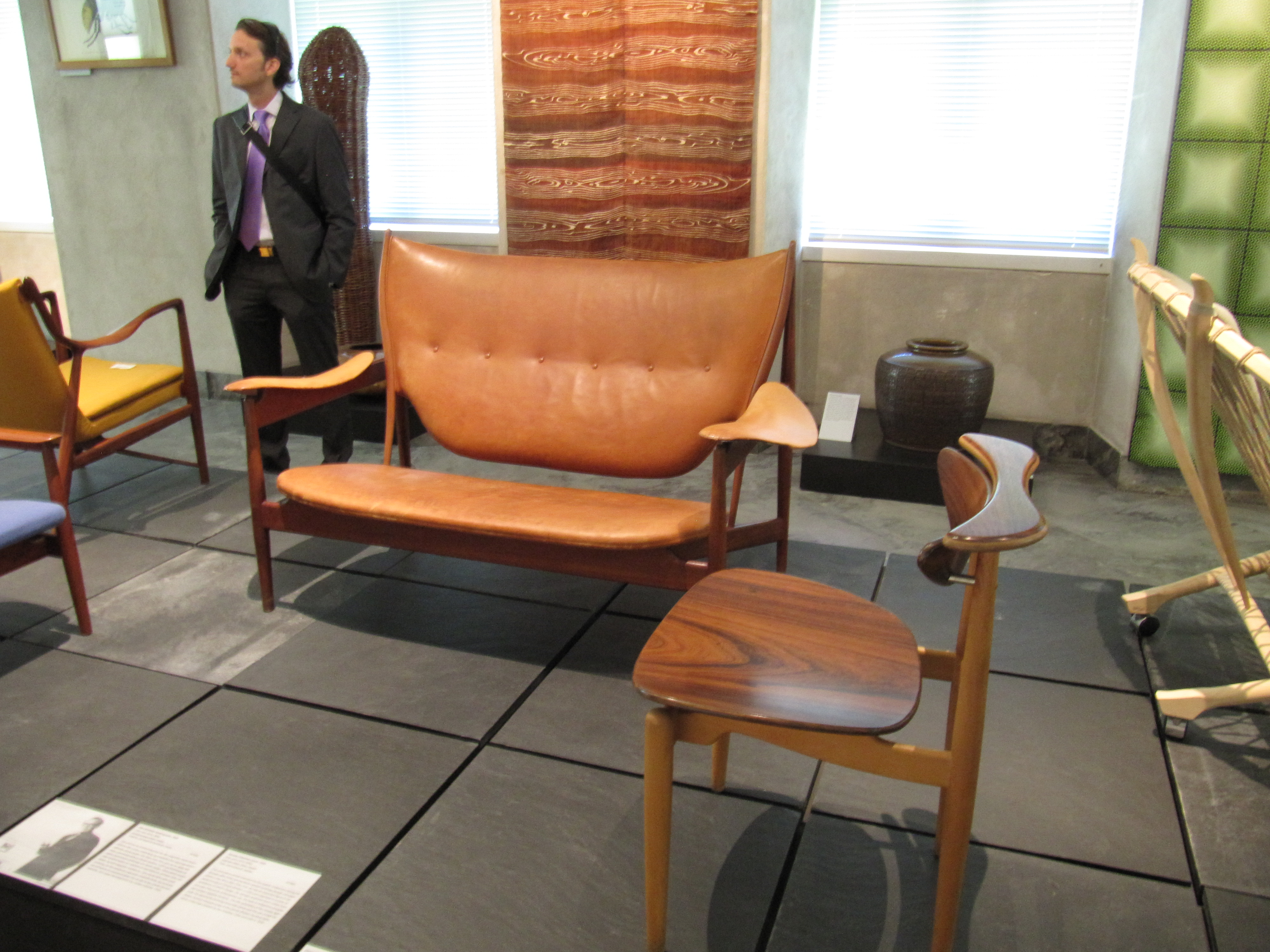
Muebles de Finn Juhl en el Museo Danés del Diseño
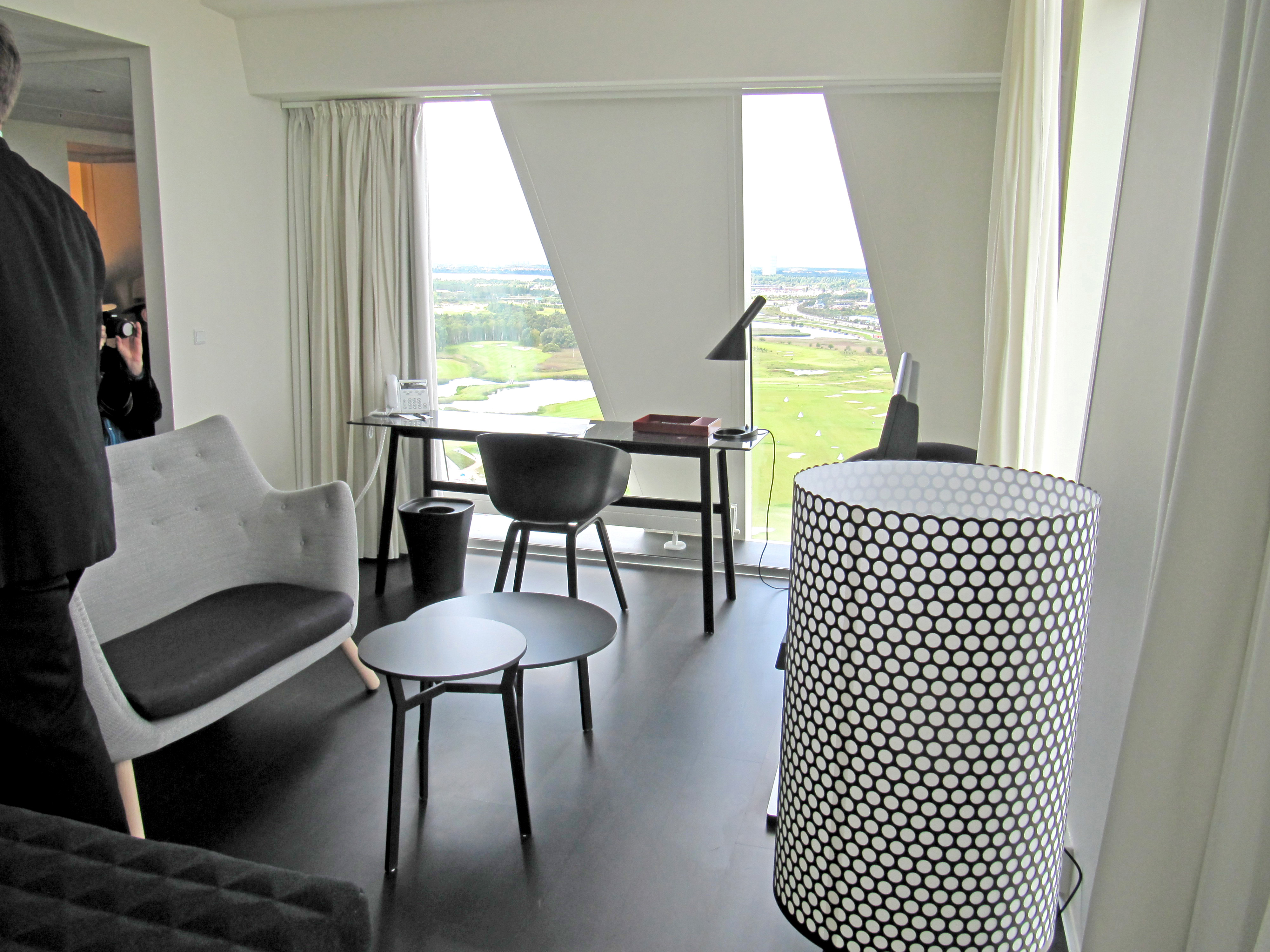
Sofá poeta en la habitación delHotel Bella Skyde Copenhague
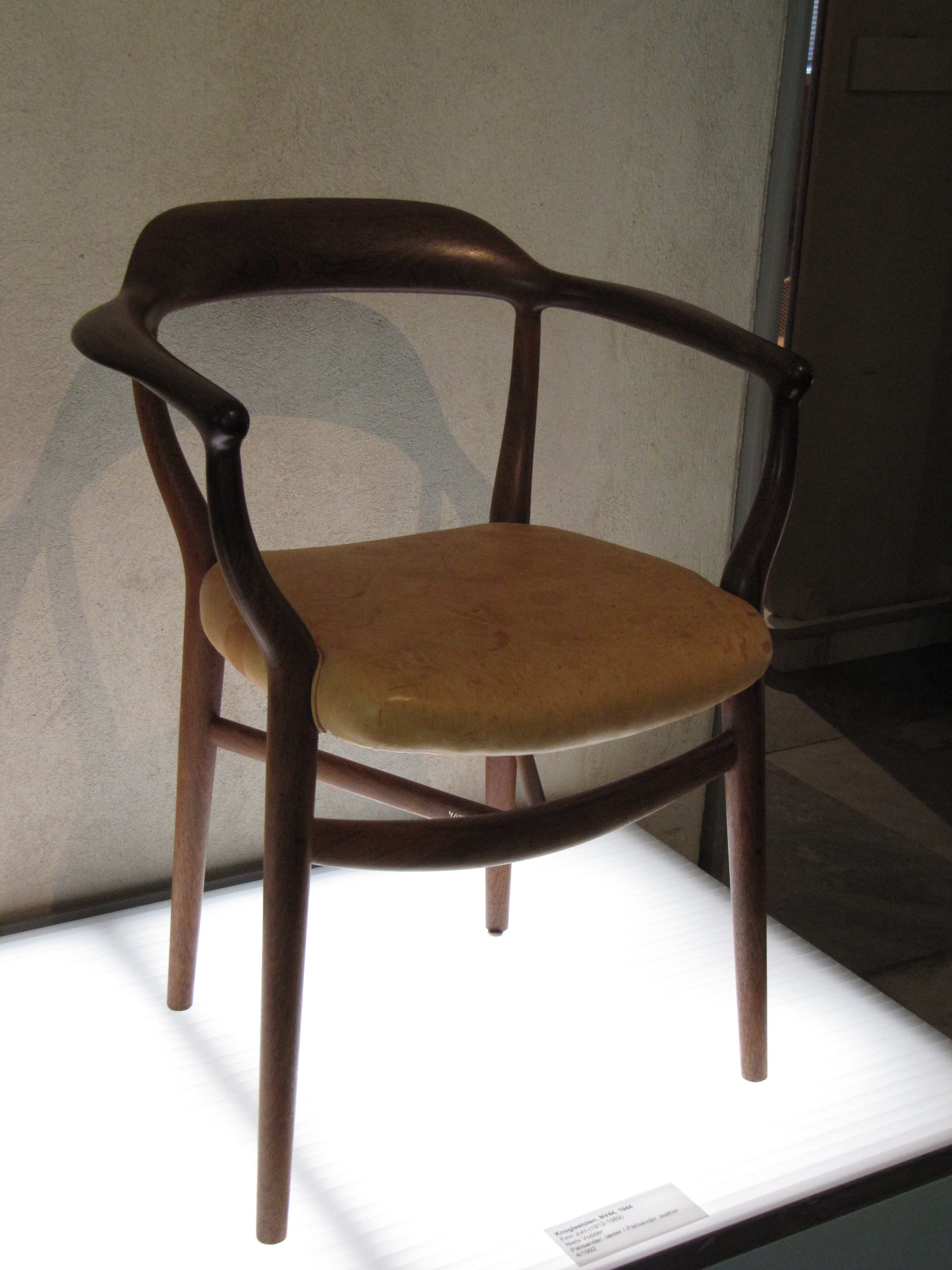
Silla en Museo del Diseño de Dinamarca

Borge Mogensen (1914-1972)

Después de estudiar con Kaare Klint en la Escuela de Artes y Oficios de Copenhague y en la Real Academia Danesa de Bellas Artes, Mogensen adoptó el enfoque de Klint para el diseño de muebles simples y funcionales. Con un enfoque casi científico de la funcionalidad, la mayoría de sus muebles se caracterizan por líneas robustas y simples y fueron diseñados para la producción industrial. Los ejemplos más notables incluyen su silla Hunting con estructura de roble (1950) y un respaldo y asiento de cuero resistente, su sofá Spokeback, ligero y abierto (1945), y la jamuga española, baja y robusta (1959).

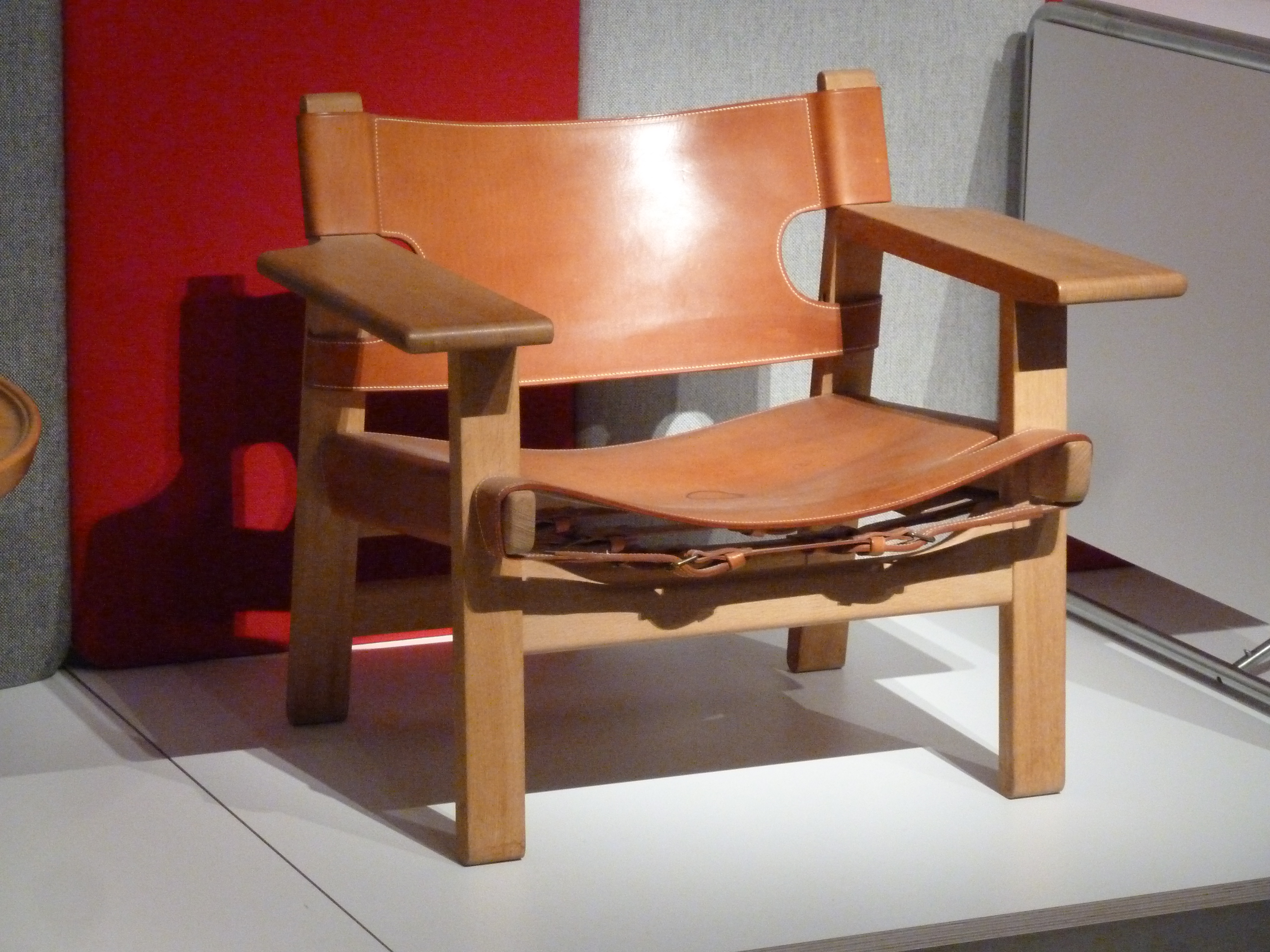
Jamuga española (1959)
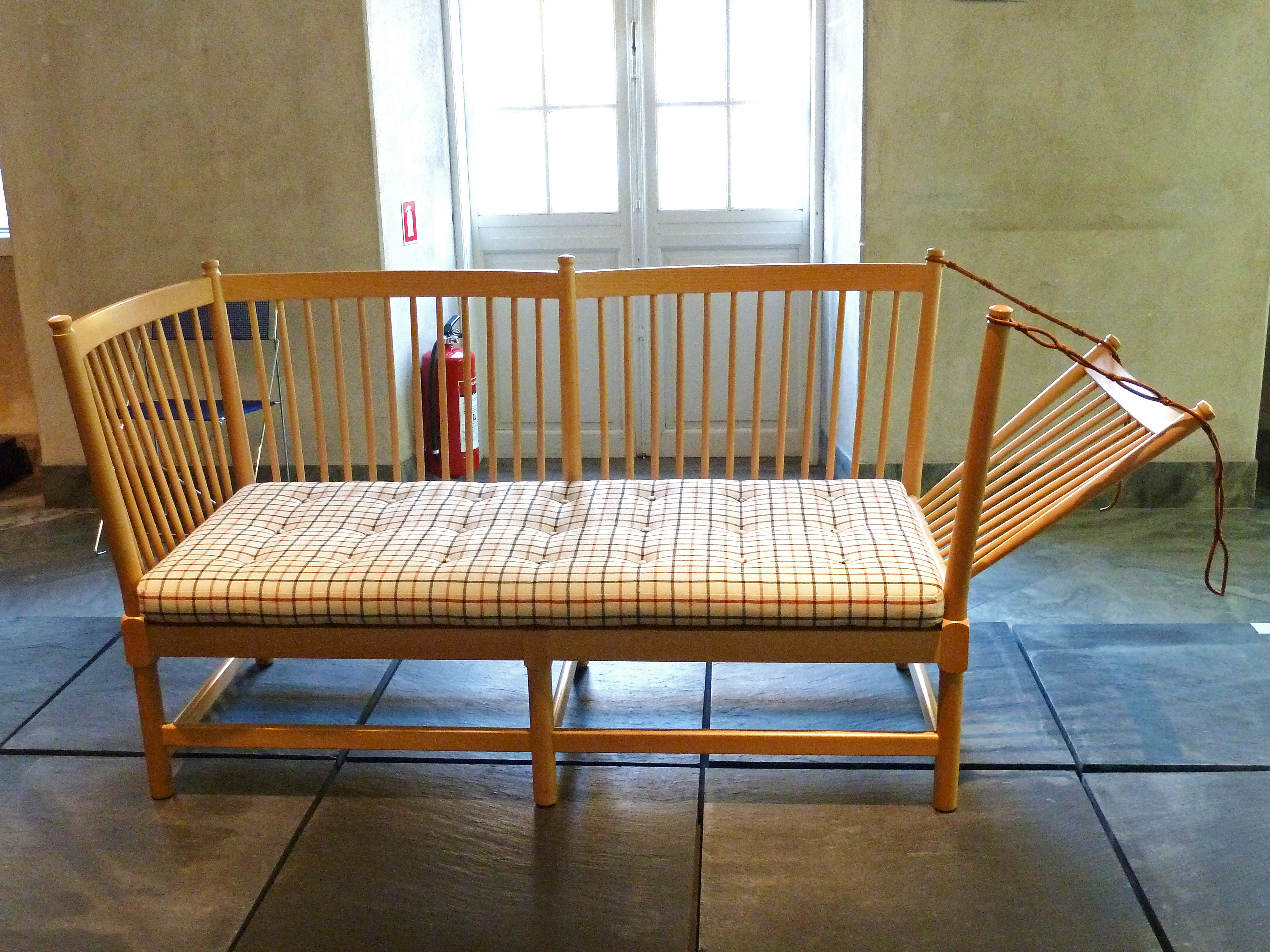
Sofá con radio (1945)

Hans Wegner (1914-2007)

Más conocido como " el maestro de las sillas ", Wegner creó asientos fascinantes con líneas limpias, orgánicas y estéticas, equilibradas por un aspecto minimalista y sereno. Era un diseñador que hacía hincapié en la practicidad y la elegancia de cada pieza que elaboraba. Creía que la versatilidad y usabilidad de sus diseños eran tan vitales para ellos como su apariencia. Después de graduarse en arquitectura en 1938, trabajó en el estudio de Arne Jacobsen y Eric Møller antes de establecer su propio estudio en 1943. Luchando por la funcionalidad y la belleza, se convirtió en el diseñador danés más prolífico y produjo más de 500 sillas diferentes. Su Silla Redonda (técnicamente Modelo 500) de 1949 fue llamada "la silla más bella del mundo" antes de ser etiquetada simplemente como "La Silla" después de que Nixon y Kennedy la usaran en su debate televisado decisivo en 1960. Su silla Wishbone, también de 1949, con respaldo dividido en forma de Y y curvo, se inspiraba en una silla infantil china que había visto. Una obra de sencillez y comodidad, que todavía fabrica la firma danesa Carl Hansen & Son. Los diseños de Wegner se pueden encontrar en varios de los museos de diseño más importantes del mundo, incluido el Museo de Arte Moderno de Nueva York.

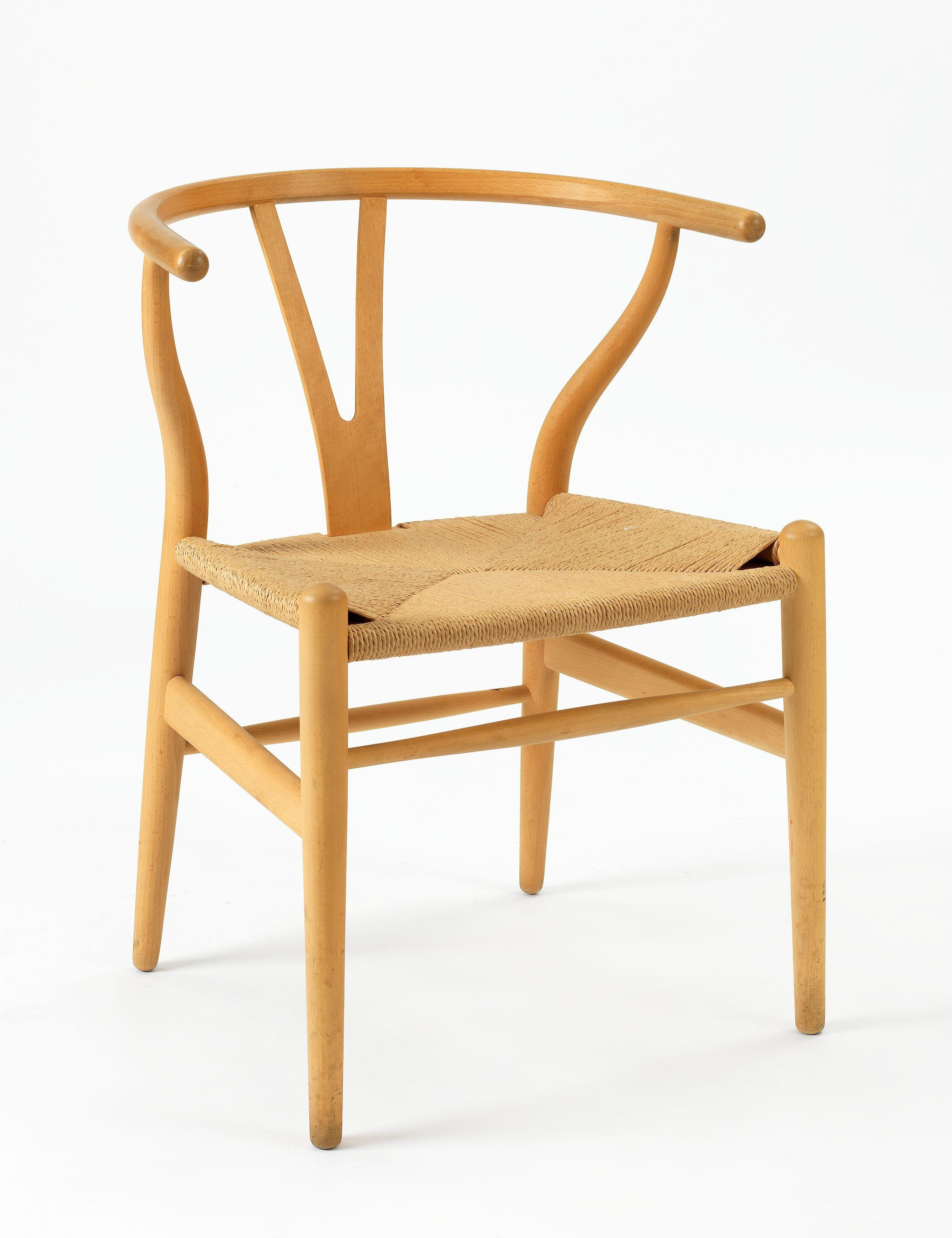
La silla Wishbone(1949)
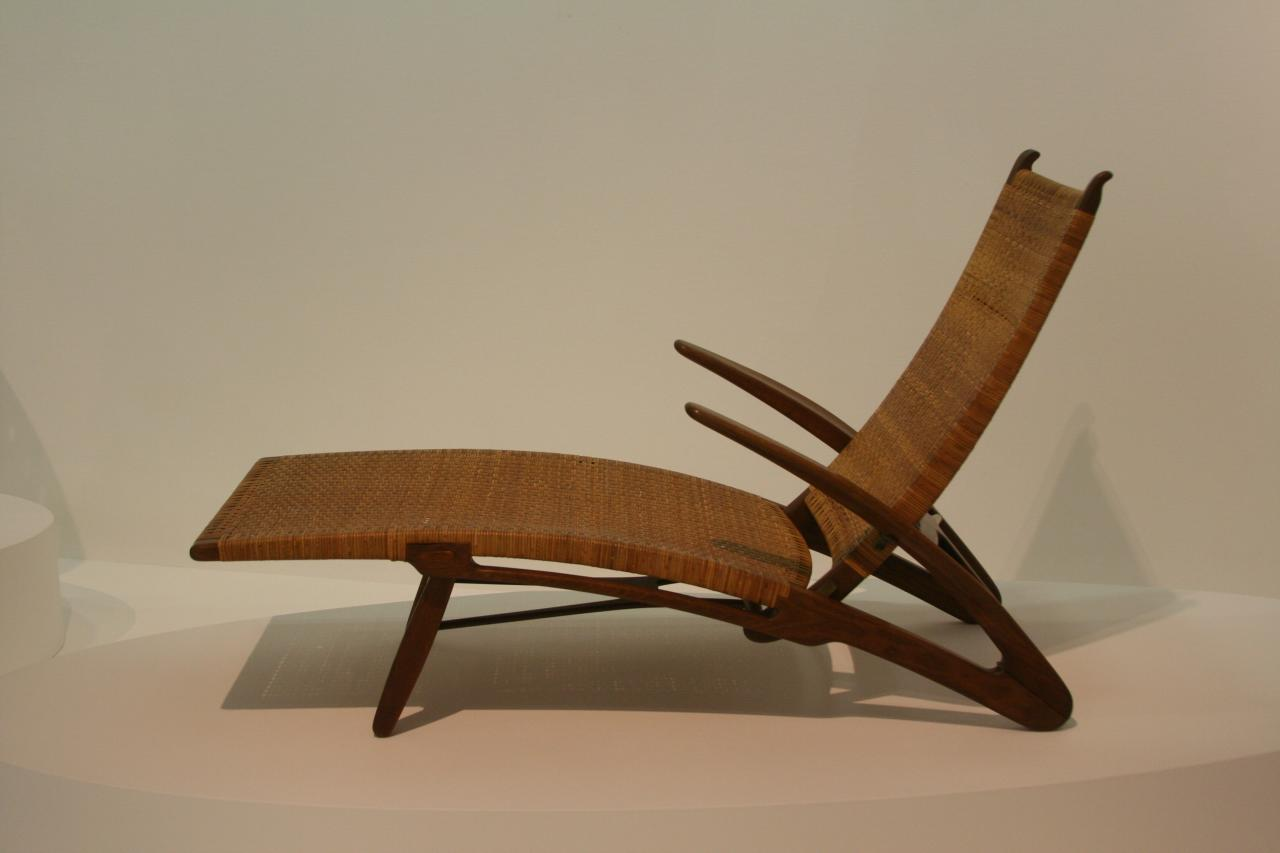
Tumbona Hans Wegner,Centro Pompidou, Paris
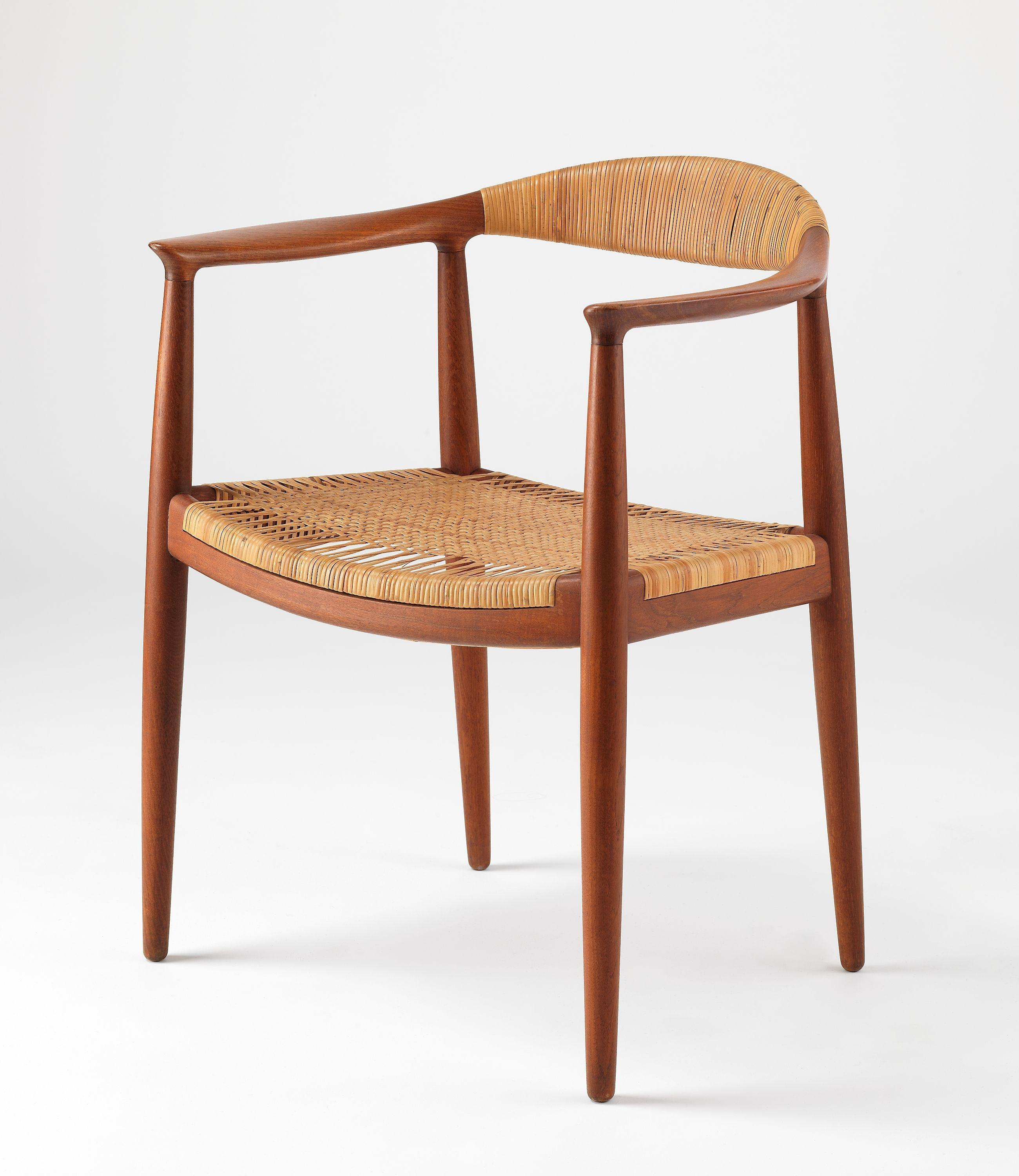
La silla redonda(1949)
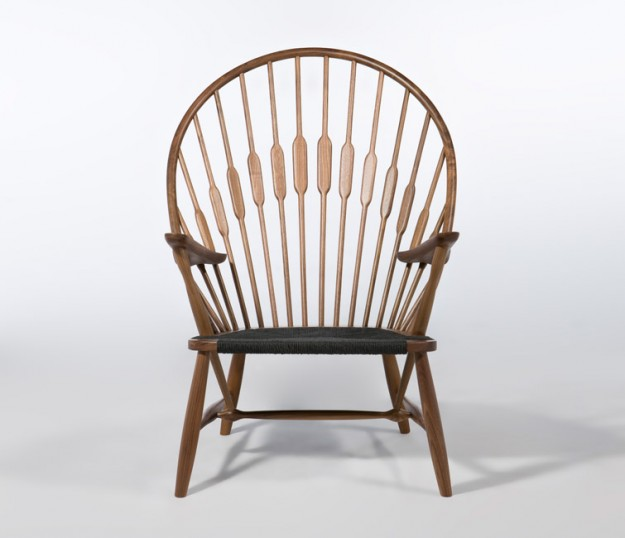
La silla del pavo real.

Grete Jalk (1920-2006)

Después de formarse como ebanista, estudió en la Escuela de Diseño Danesa desde 1946, mientras recibía instrucción adicional de Kaare Klint en la Escuela de Muebles de la Real Academia. Inspirándose en los muebles de madera contrachapada laminada doblada de Alvar Aalto y los diseños de madera contrachapada moldeada de Charles Eames, comenzó a desarrollar sus propios modelos con audaces curvas en la década de 1950. En 1963, ganó un concurso del Daily Mirror con "He Chair" y "She Chair". Con la ayuda del fabricante de muebles Poul Jeppesen, diseñó modelos cómodos sencillos, de líneas claras, que se hicieron populares tanto en Dinamarca como en Estados Unidos gracias a sus precios competitivos. Jalk también editó la revista de diseño danesa Mobilia y compiló una obra de referencia, en cuatro volúmenes, sobre muebles daneses.  

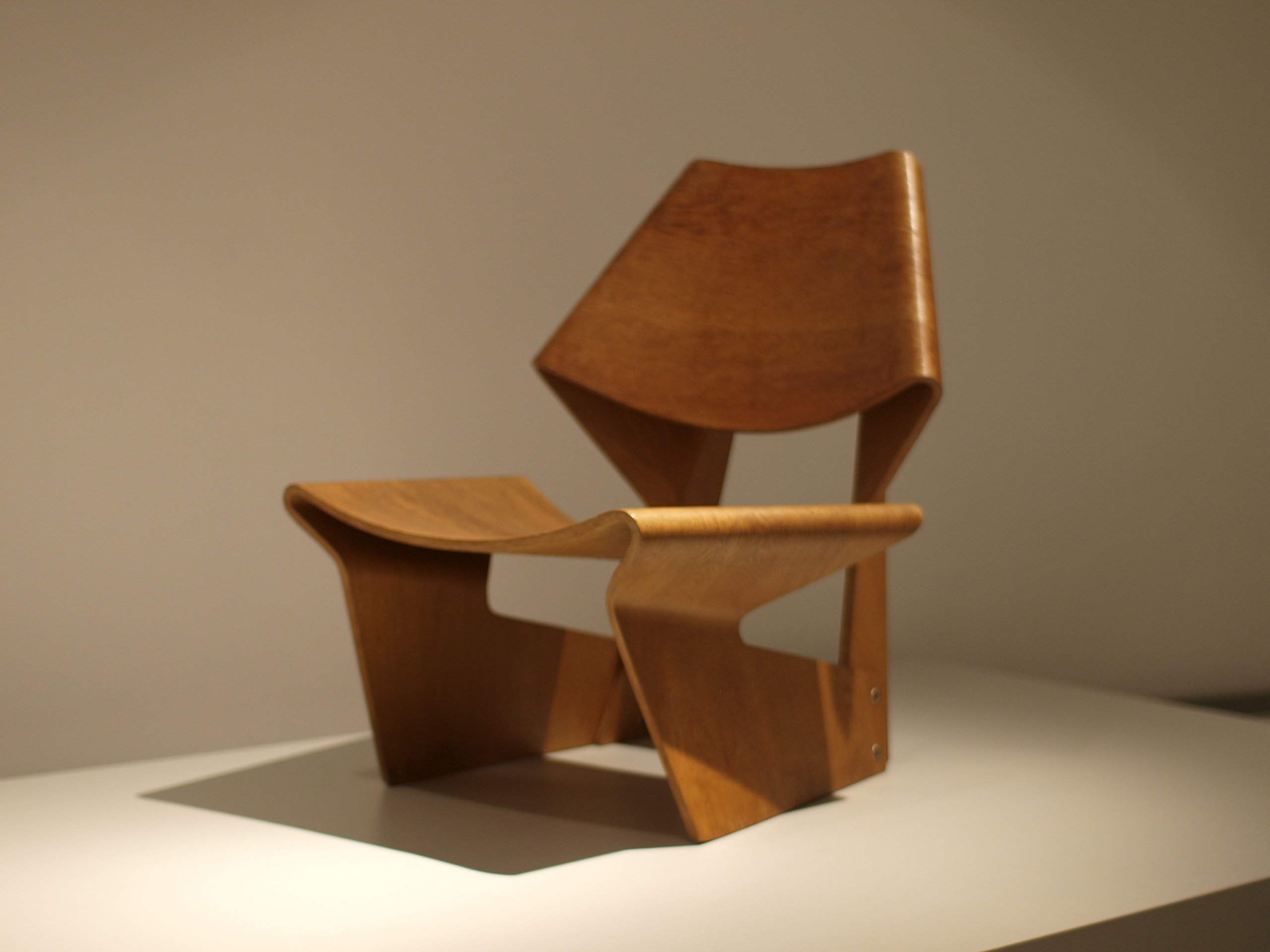
Grete Jalk: Silla GJ de madera contrachapada (1963)
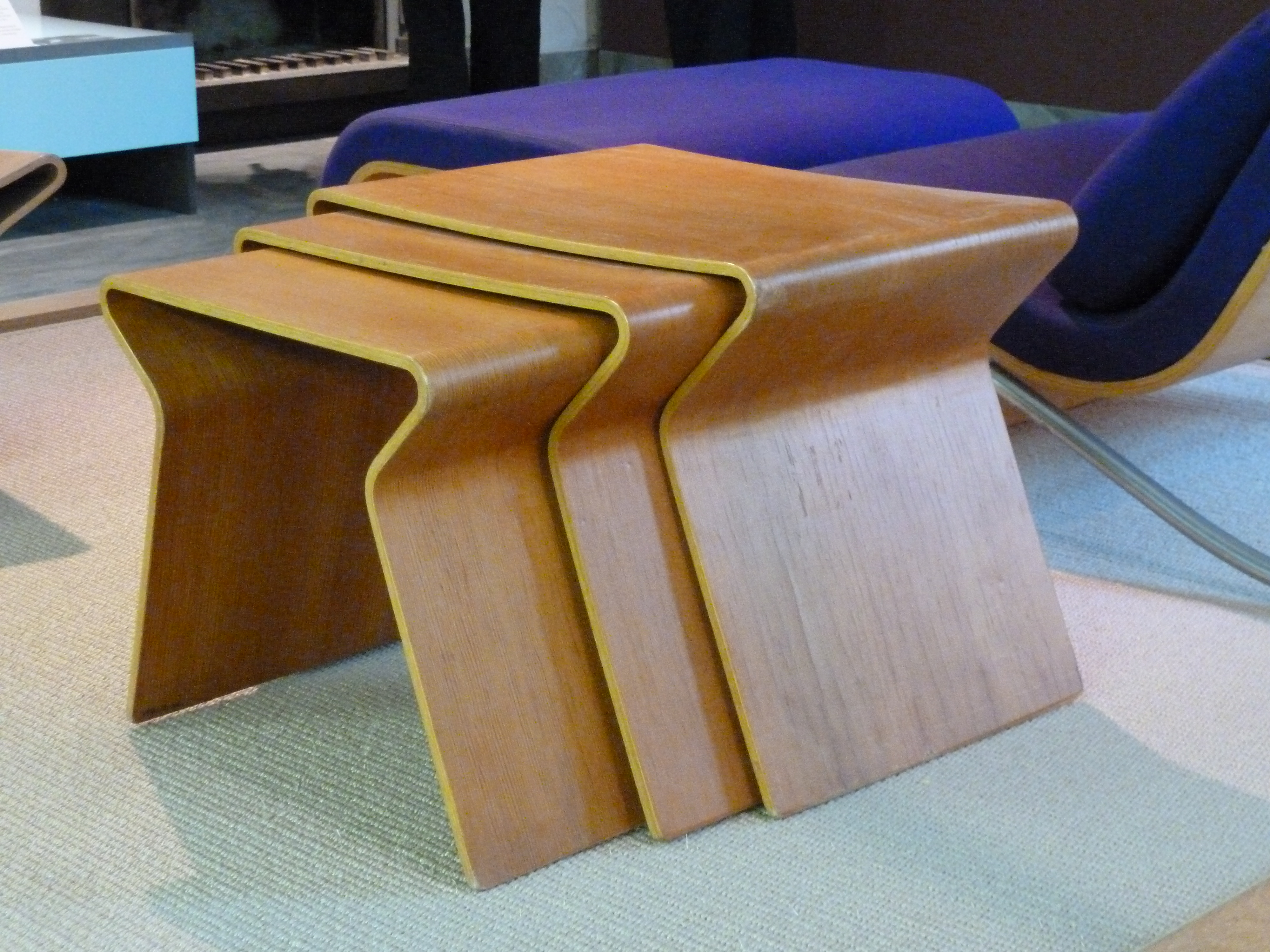
Mesa GJ de Grete Jalk (1963)

Verner Pantón (1926-1998)

Al graduarse de la Royal Academy en 1951, Panton trabajó brevemente con Arne Jacobsen. Durante la década de 1960, diseñó muebles, lámparas y textiles con una combinación imaginativa de materiales innovadores, formas divertidas y colores atrevidos, en la línea del Pop art. Entre sus primeros diseños se encuentran la silla Bachelor y la silla Tivoli (1955), ambas producidas por Fritz Hansen, pero se le recuerda sobre todo por su silla Panton (1960), la primera silla de plástico moldeado de una sola pieza del mundo.  A veces denominado artista pop, a diferencia de la mayoría de sus colegas, continuó teniendo éxito en la década de 1970, no sólo con muebles sino también con diseños de interiores, incluidas las lámparas.

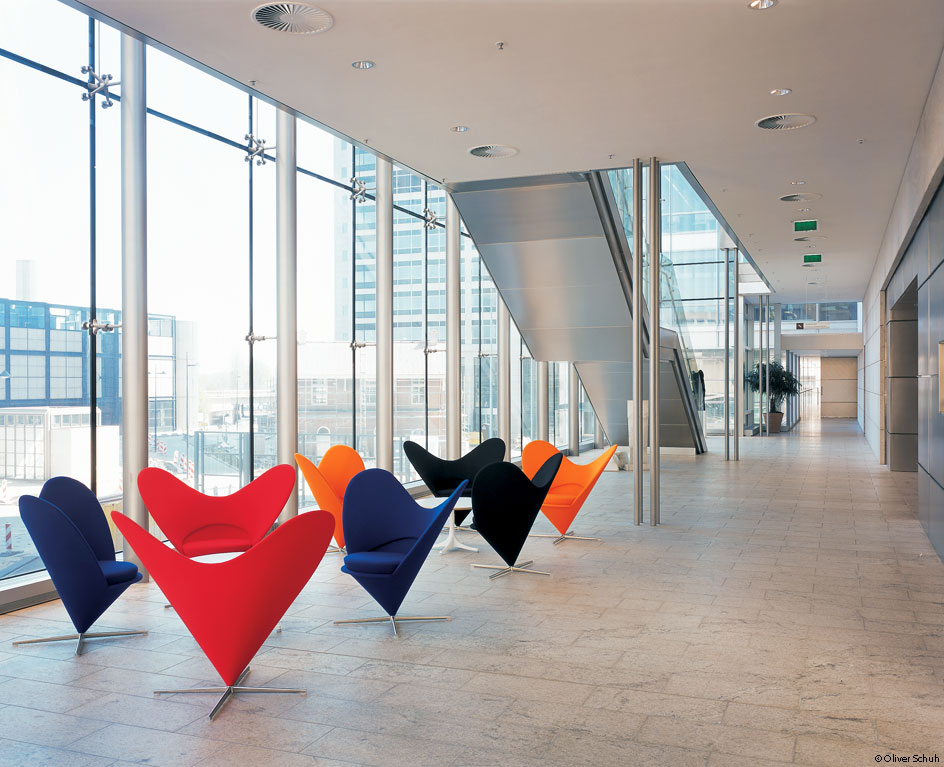
Sillas Cono Corazón (1959)
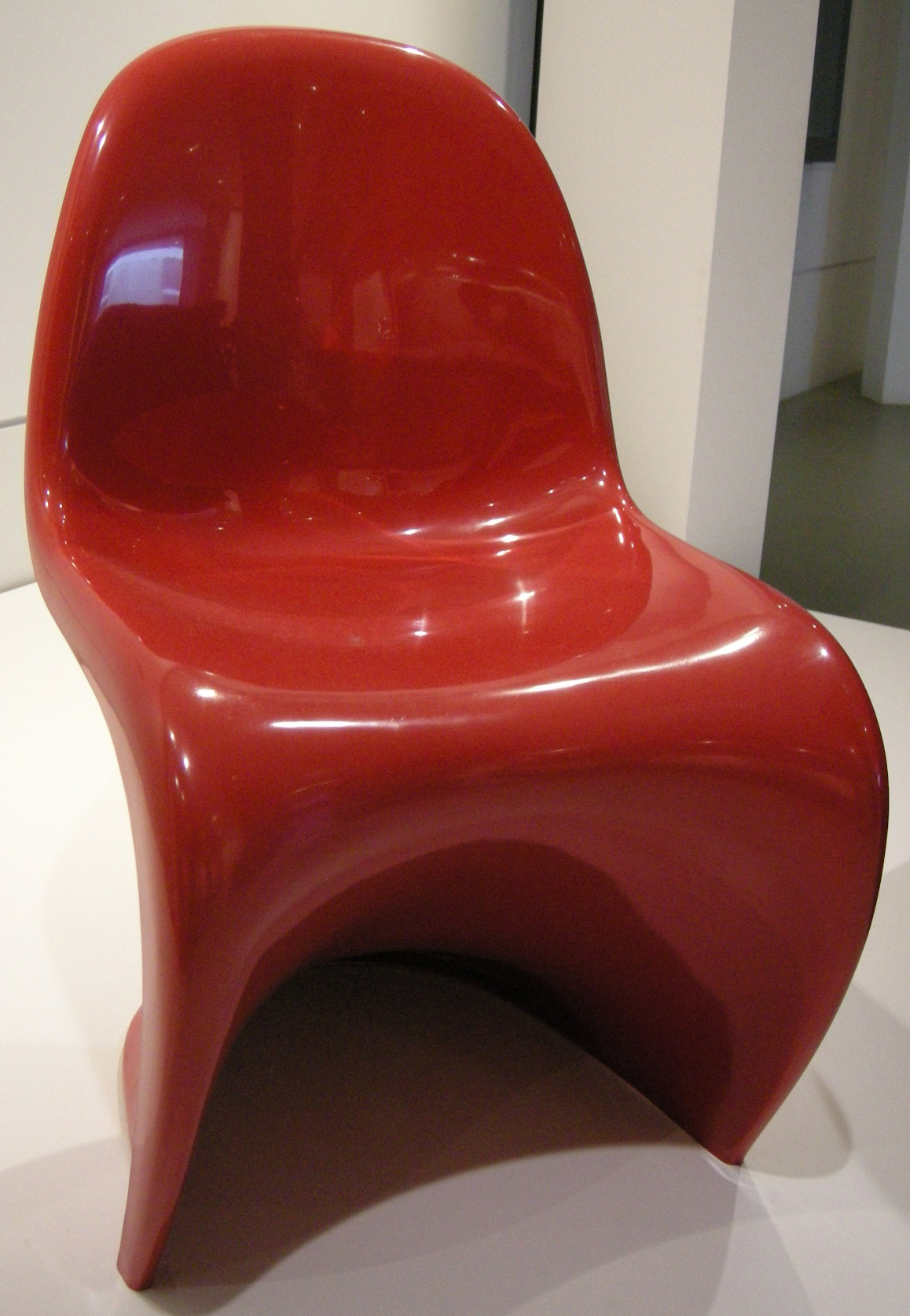
Silla Pantón (1960)
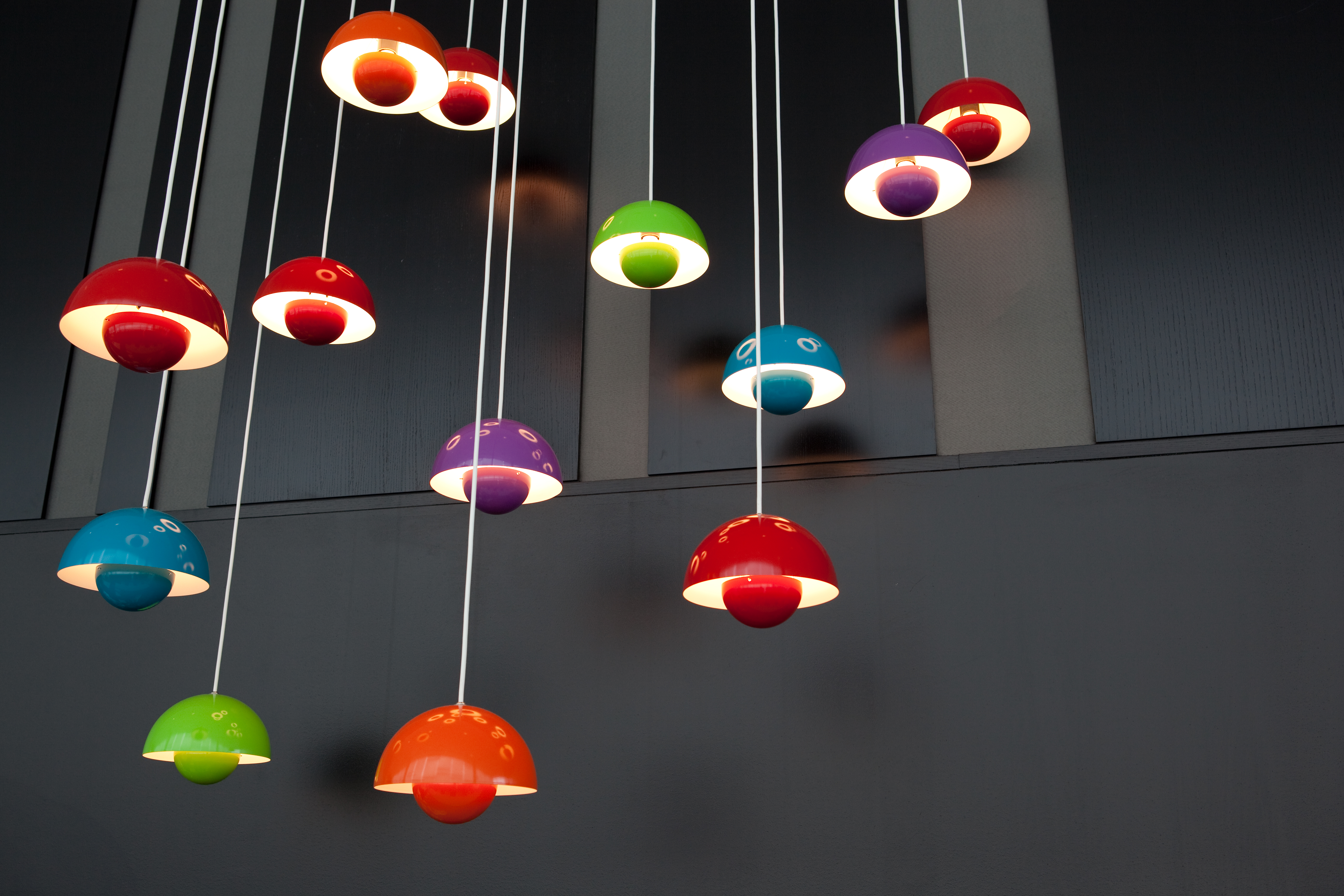
Lámparas de maceta (diseñadas en 1968)
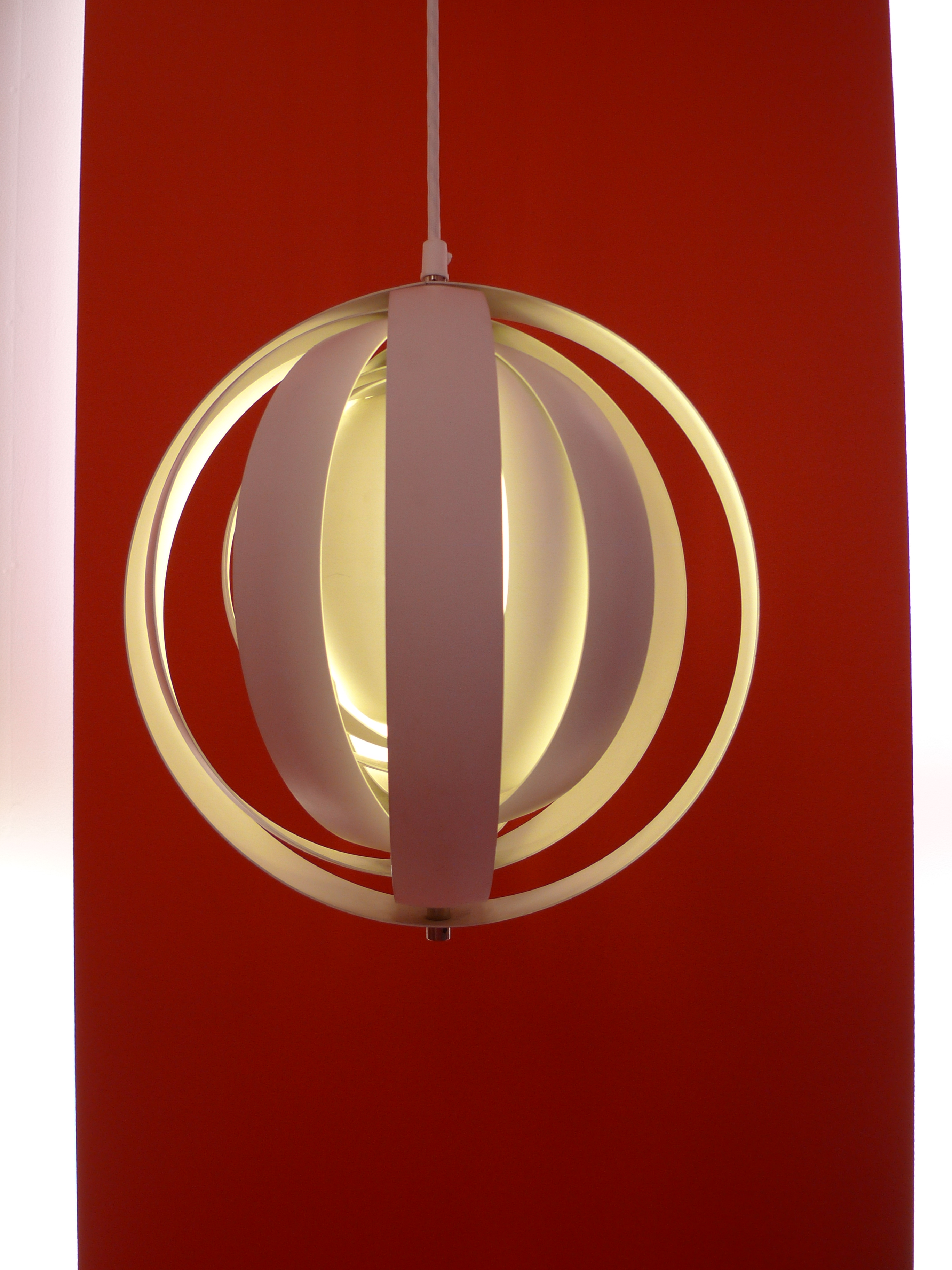
Lámpara lunar (diseñada en 1967)

Poul Kjaerholm (1929-1980)

Además de una carrera académica en la Escuela de Artes y Oficios y en el Instituto de Diseño de la Real Academia, Kjærholm siempre tenía muy en cuenta la importancia del lugar que ocupaba un mueble en el espacio arquitectónico circundante. La funcionalidad pasó a un segundo plano frente a su enfoque artístico, centrado en líneas elegantemente limpias y atención al detalle. A diferencia de muchos de sus contemporáneos, trabajó esencialmente con acero, combinándolo con madera, cuero, caña o mármol. Kjærhom desarrolló una estrecha relación con el ebanista E. Kold Christensen, quien produjo la mayoría de sus diseños. Actualmente Fritz Hansen produce una amplia selección de sus muebles. La obra de Kjærholm se puede ver en el Museo de Arte Moderno de Nueva York y en el Victoria and Albert Museum de Londres.

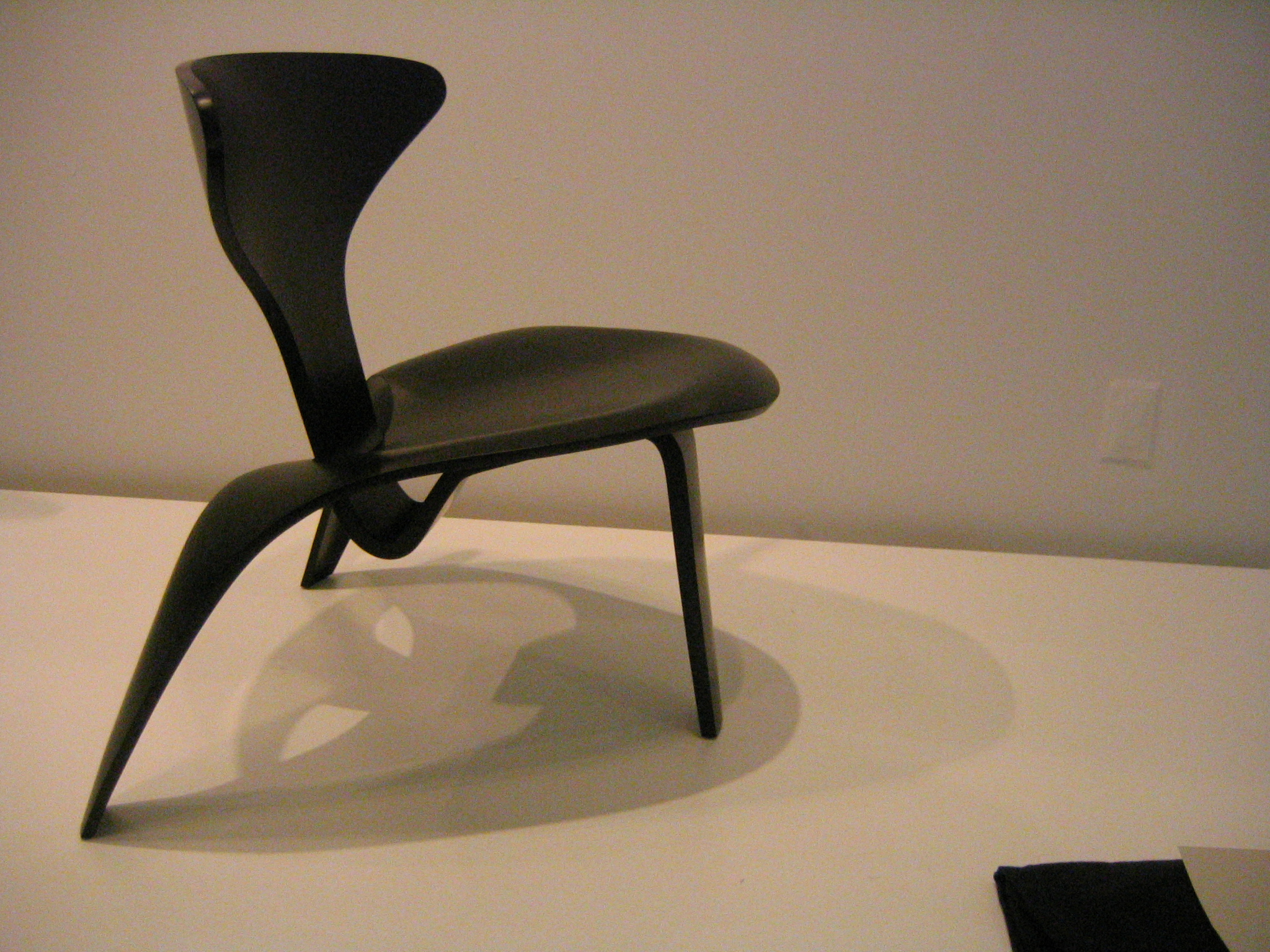
Silla PK0, diseñada en 1952 pero producida por primera vez en 1997
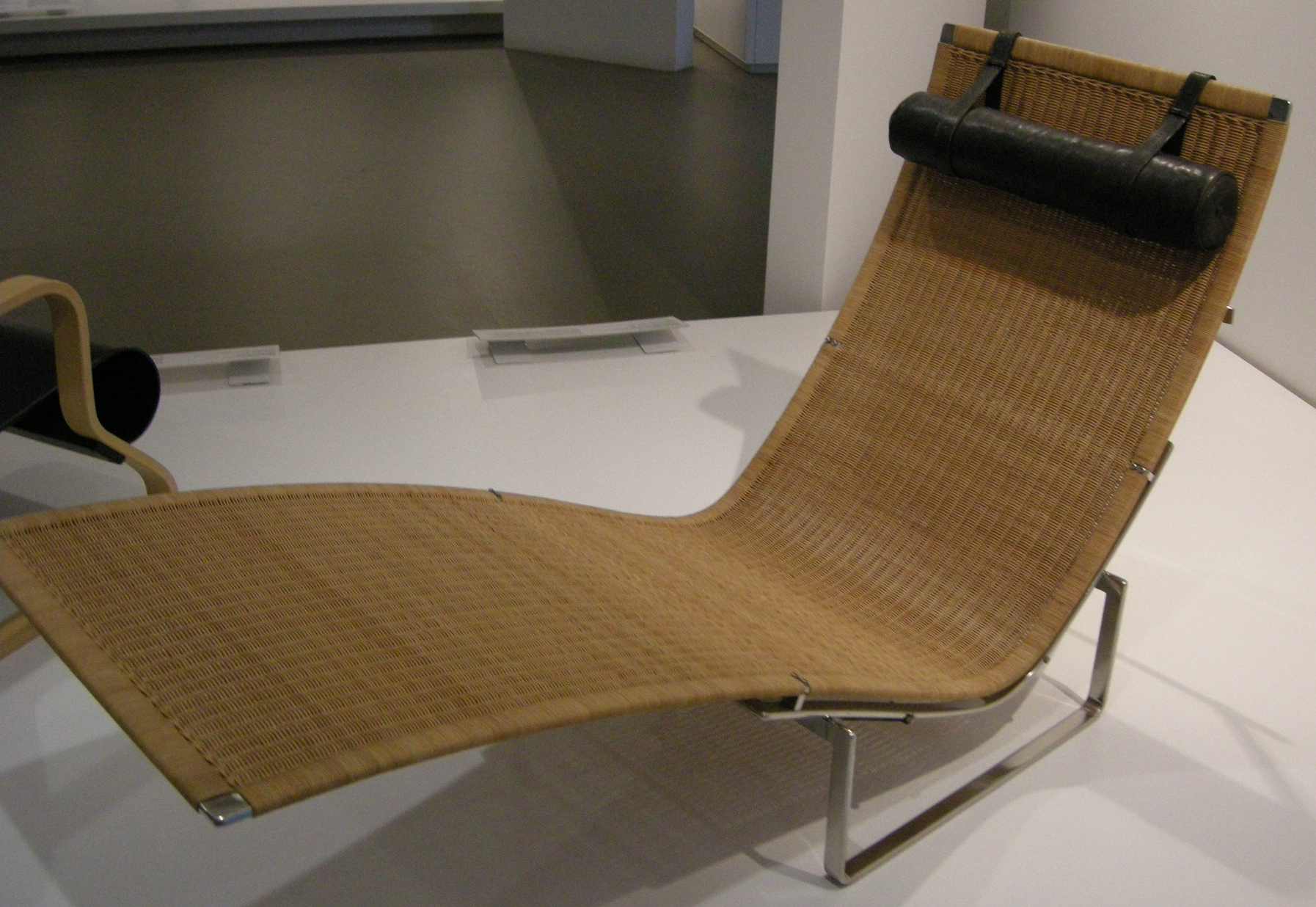
Hamaca 25 (1965)
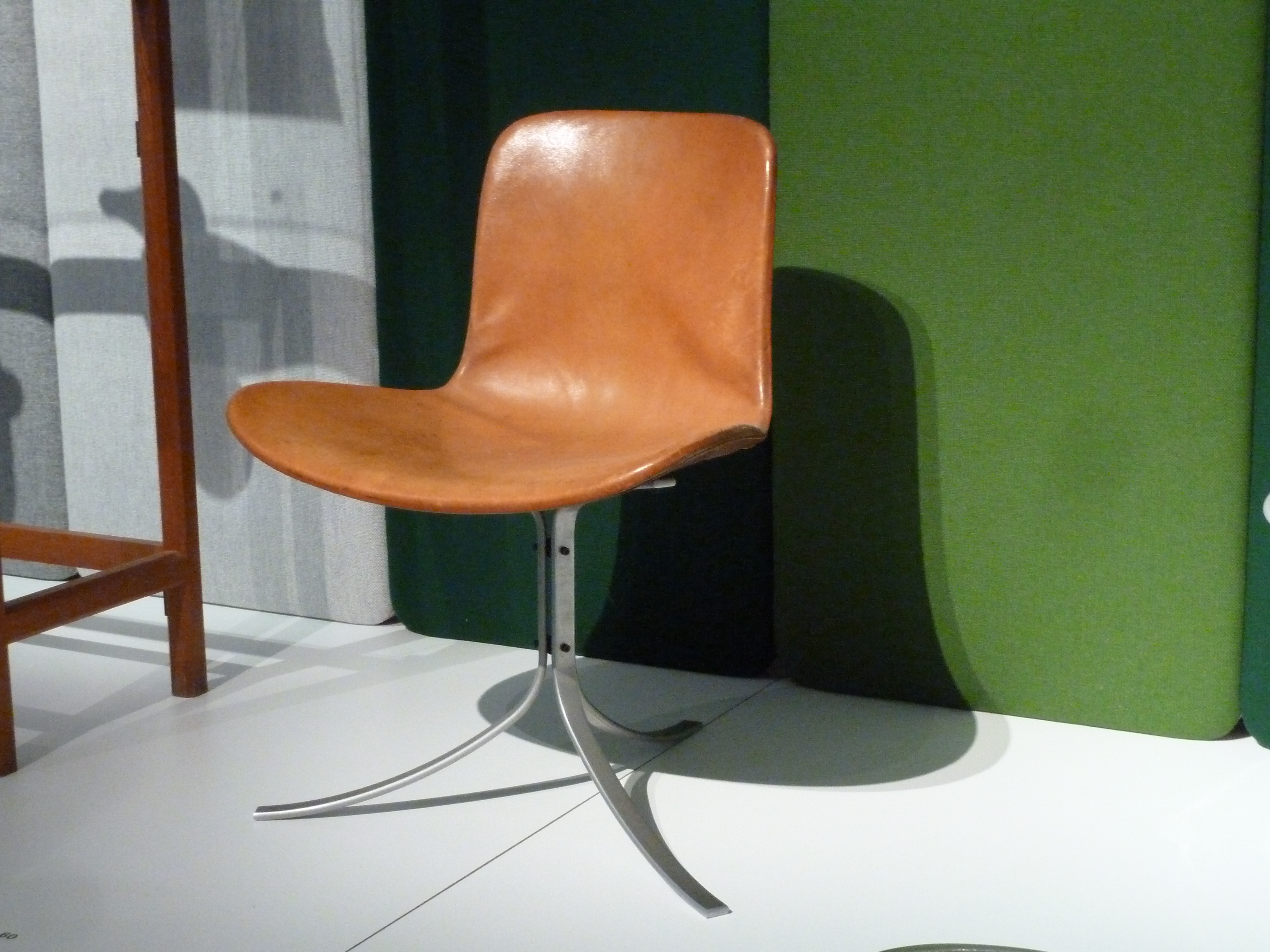
Silla PK9 (1960)
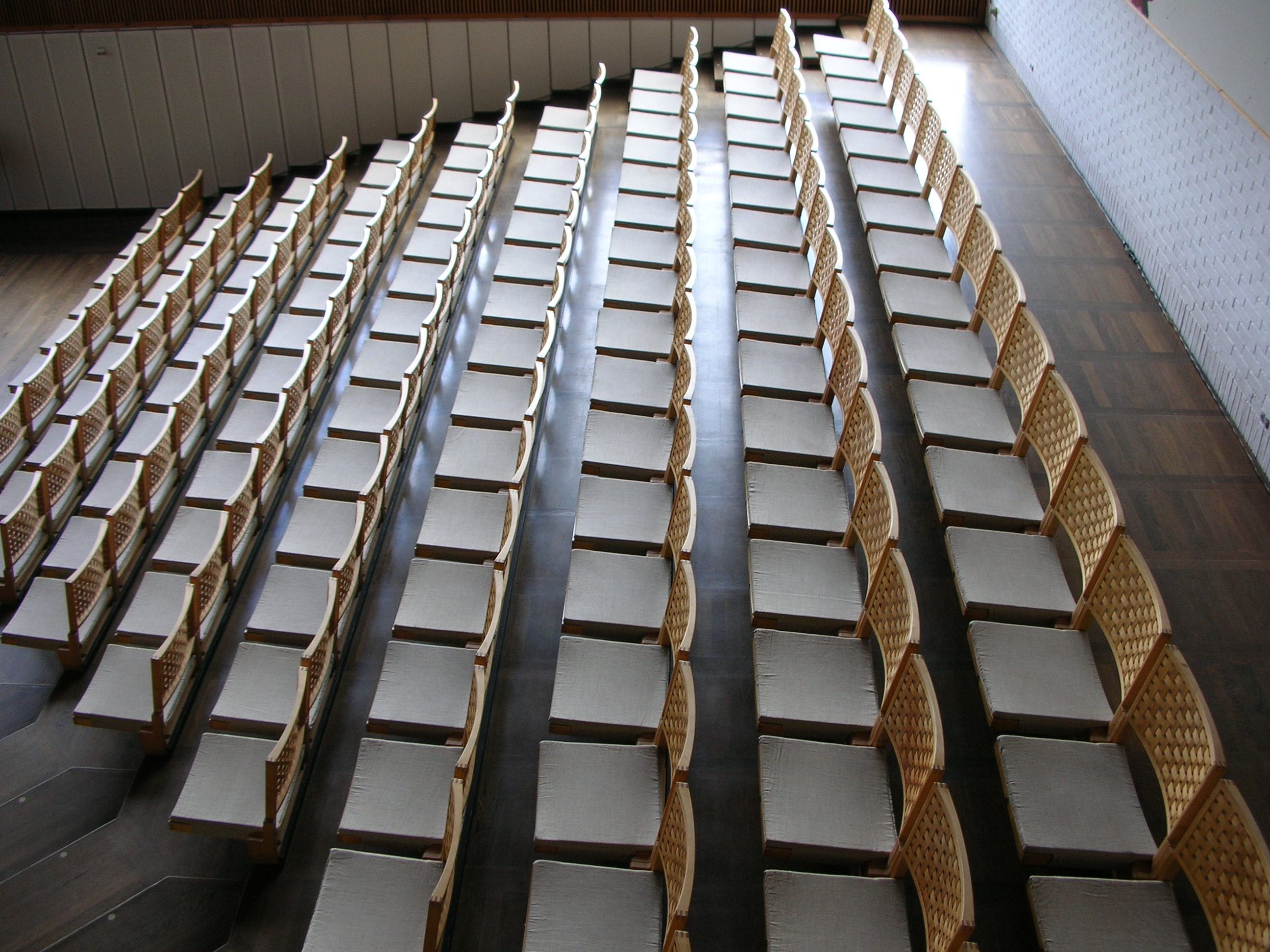
Las sillas de Kjærholm en elMuseo Luisiana

Jens Risom (1916-2016)

A Risom se le atribuye a menudo el mérito de haber introducido el diseño moderno danés en Estados Unidos. Se graduó en la Escuela de Artes y Diseño Industriales de Copenhague. Emigró a los Estados Unidos en 1939 para estudiar diseño americano, trabajando primero como diseñador textil y luego como diseñador de muebles independiente. En 1941 se unió a Hans Knoll en Hans Knoll Furniture Company, y juntos recorrieron el país promocionando los diseños de Risom. Risom trabajó principalmente en madera porque era barata, y una de sus piezas de mayor éxito, la Knoll Chair 654 (que todavía se fabrica)  la hizo a partir de un asiento de correas de nailon que había sido descartado por el ejército.

### Otros contribuyentes
Muchos otros diseñadores y ebanistas contribuyeron al diseño moderno danés. Varios trabajaron en asociación, entre ellos: 
- Tove y Edvard Kindt-Larsen (1901–1982), ambos alumnos de Kaare Klint
- Peter Hvidt (1916–1986) y Orla Mølgaard-Nielsen (1907–1993), recordados por la Silla Hacha (1950) y la Silla X (1960)
- Ejner Larsen (1917–1987) y Aksel Bender Madsen (1916–2000) que utilizaron principalmente maderas tropicales nobles de teca y palo de rosa
- Preben Fabricius (1931–1984) y Jørgen Kastholm (1938–2007), conocidos por la originalidad de su Silla Herradura (1962)

Diferentes ebanistas también desarrollaron habilidades en diseño. Éstos incluyen a:
- Jacob Kjær (1896-1957), famoso por su silla FN, que también producía los muebles que diseñaba
- Frits Henningsen (1900 – 1970), que diseñaba los modelos producidos en su propio taller de muebles en Copenhague

Otros diseñadores también hicieron contribuciones importantes:
- Mogens Koch (1898-1992), recordado por sus estanterías (1928) y su silla plegable (1932)
- Jørgen Gammelgaard (1938-1991), conocido por su serie de lámparas Tip-Top.
- Rigmor Andersen (1903-1995), un diseñador versátil que mantuvo las estrictas tradiciones de la escuela de muebles de Klint.
- Peder Moos (1906-1991), que diseñó y construyó piezas individuales por encargo, con su propio acabado especial
- Kurt Østervig (1912-1986), formado en Odense, que diseñó sobre todo muebles para barcos y cines, además de para el hogar.
- Helge Vestergaard Jensen (1917-1987), que produjo la Daybed (1955)
- Hans Olsen (1919-1992), que experimentó con materiales y formas, creando diversos artículos con su propio estilo distintivo.
- Nanna Ditzel (1923-2005), pionera en nuevos materiales y técnicas de producción, y también trabajó en diseños textiles y joyería.
- Poul Volther (1923-2001), recordado sobre todo por su icónica Silla Corona.
- Arne Vodder (1926-2009), amigo cercano y socio de Finn Juhl, sus muebles se vendieron particularmente bien en Estados Unidos.
- Bodil Kjær (nacido en 1932), arquitecto y diseñador de interiores que creó una serie de muebles de oficina en la década de 1960 que tuvo mucho éxito.
- Bernt Petersen (nacido en 1937), destaca por un taburete pequeño y ligero (1959) con patas de bellas formas y por sus asientos para teatros y salas de conciertos.

Varios diseñadores textiles daneses trabajaron conjuntamente con los diseñadores de muebles para ayudar a dar forma al diseño moderno danés, por ejemplo, creando textiles para cojines, sofás y camas. Entre ellos se encuentran las diseñadoras Lis Ahlmann y Vibeke Klint, entre otros.